# Lista gatunków z rodzaju krocień

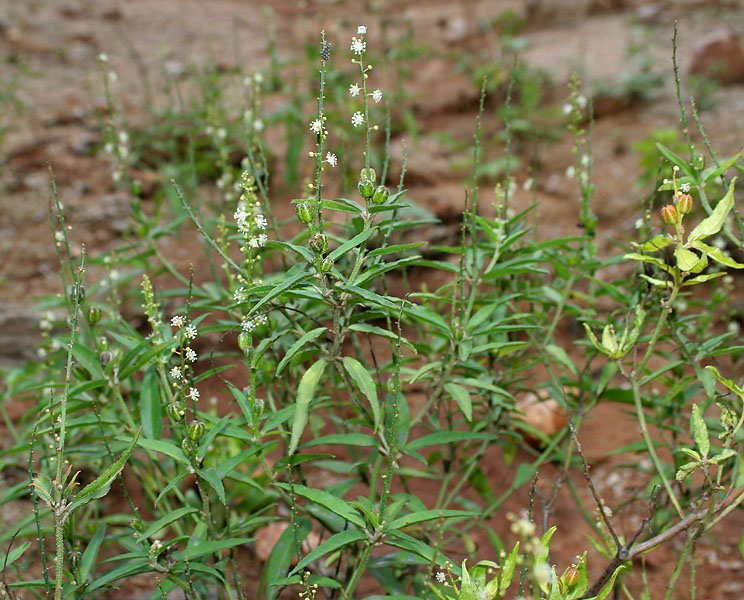
Croton bonplandianus

Lista gatunków z rodzaju krocień Croton – lista gatunków rodzaju roślin należącego do rodziny wilczomleczowatych (Euphorbiaceae). Według różnych źródeł do rodzaju należy około 700 do ok. 1,1–1,3 tysiąca gatunków. Poniższy wykaz obejmuje 1158 gatunków zweryfikowanych według Plants of the World online.
Wykaz gatunków
- Croton abaitensis Baill.
- Croton abeggii Urb. & Ekman
- Croton aberrans Müll.Arg.
- Croton abonari Riina & P.E.Berry
- Croton abutilifolius Croizat
- Croton abutiloides Kunth
- Croton abutilopsis G.L.Webster

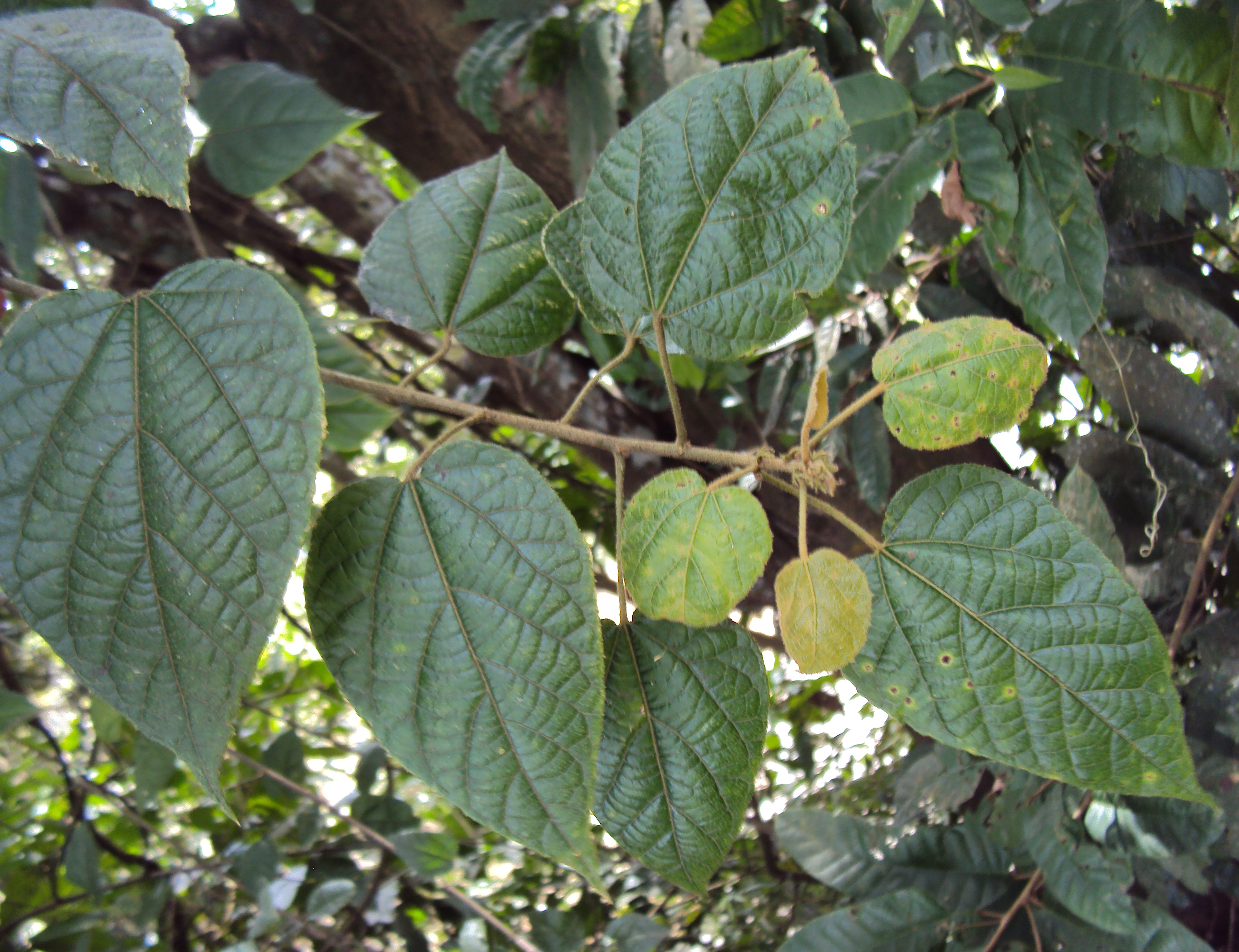
Croton caudatus

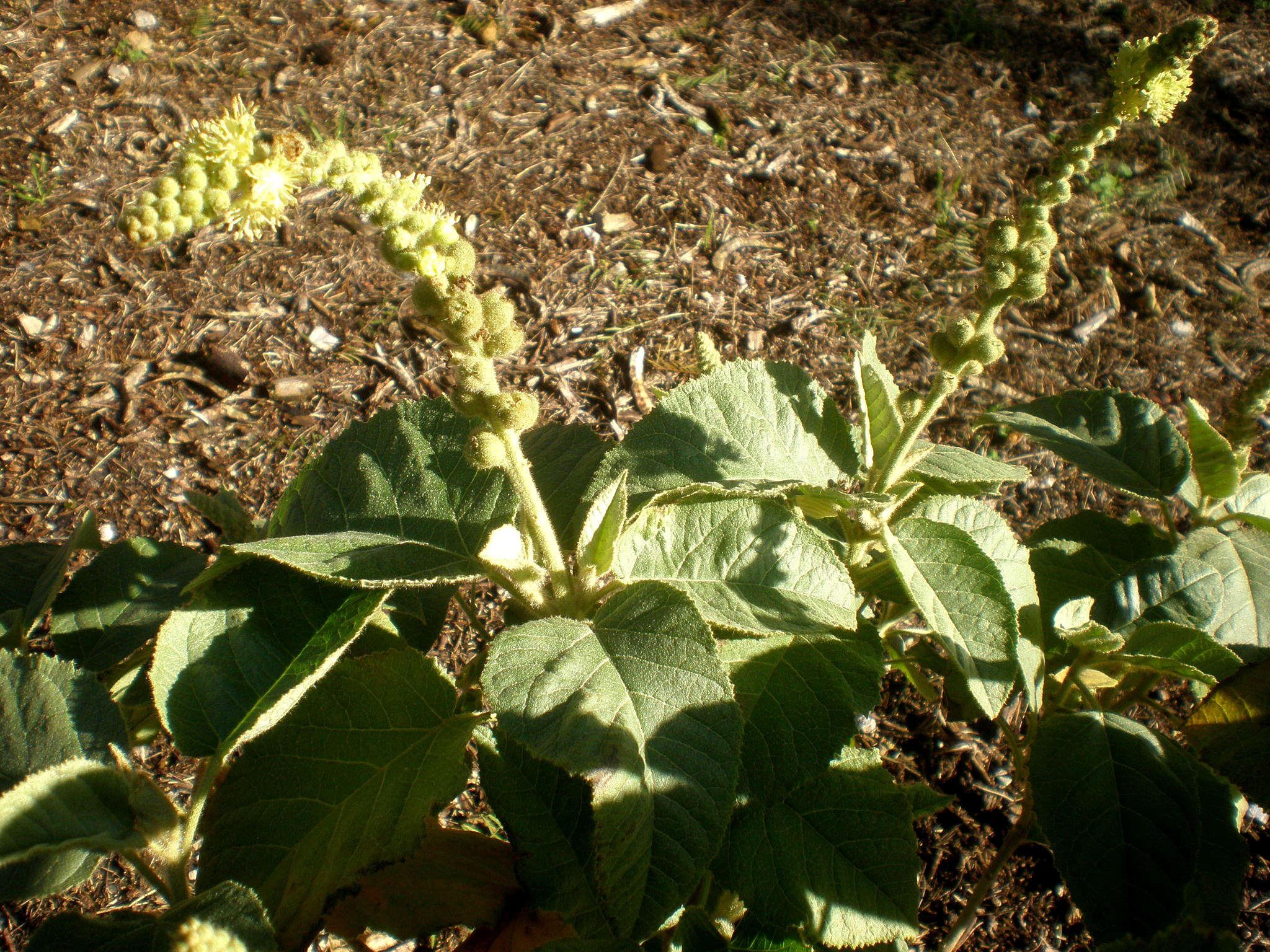
Croton chilensis

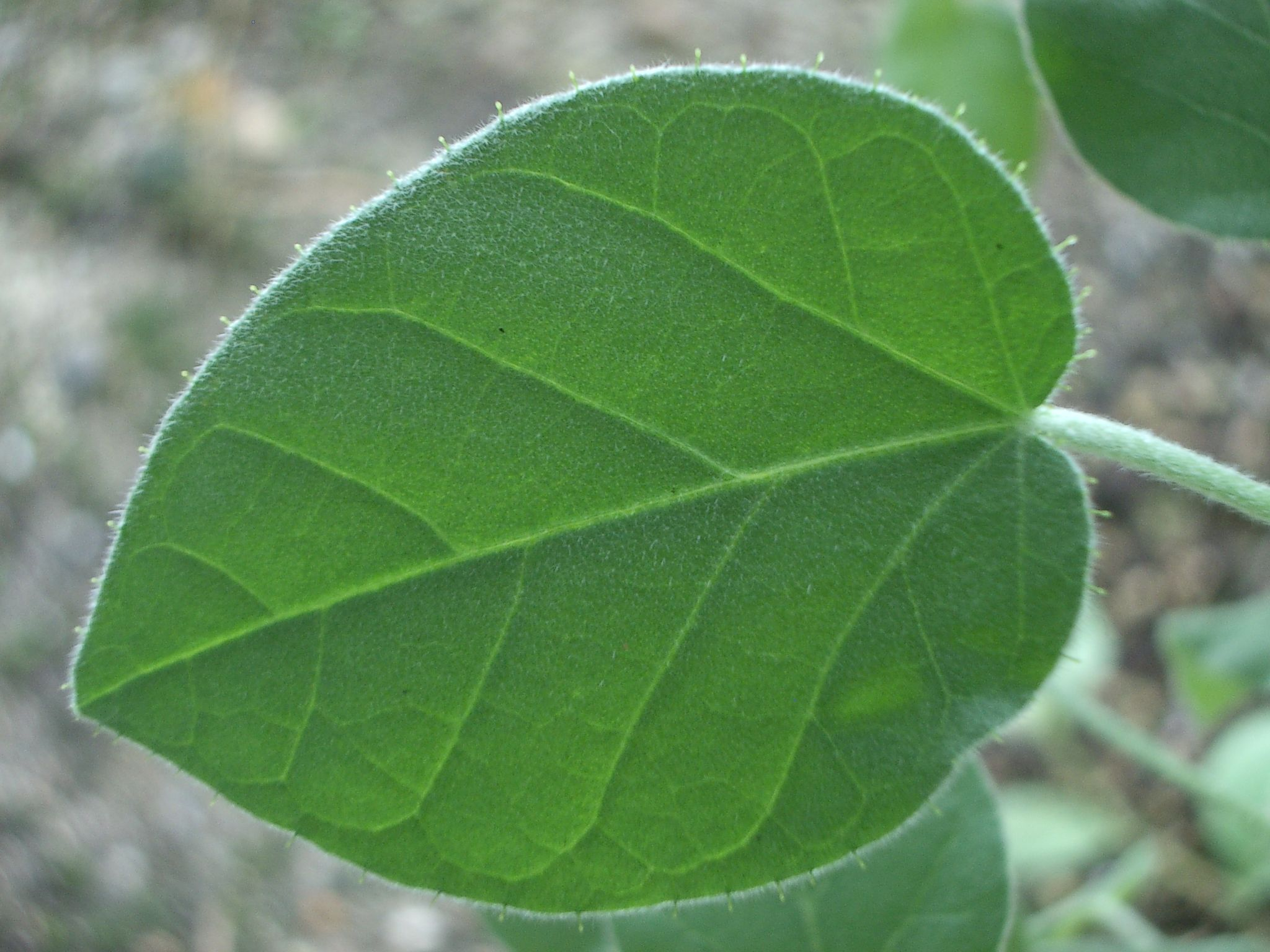
Croton ciliatoglandulifer

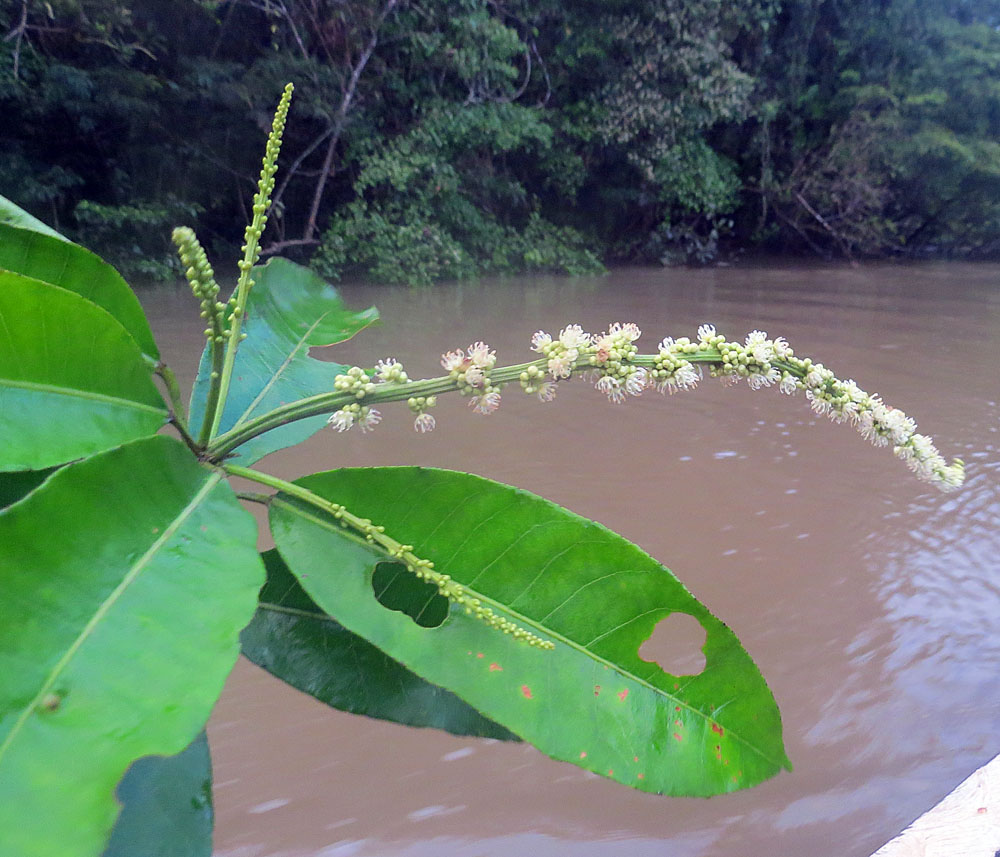
Croton cuneatus

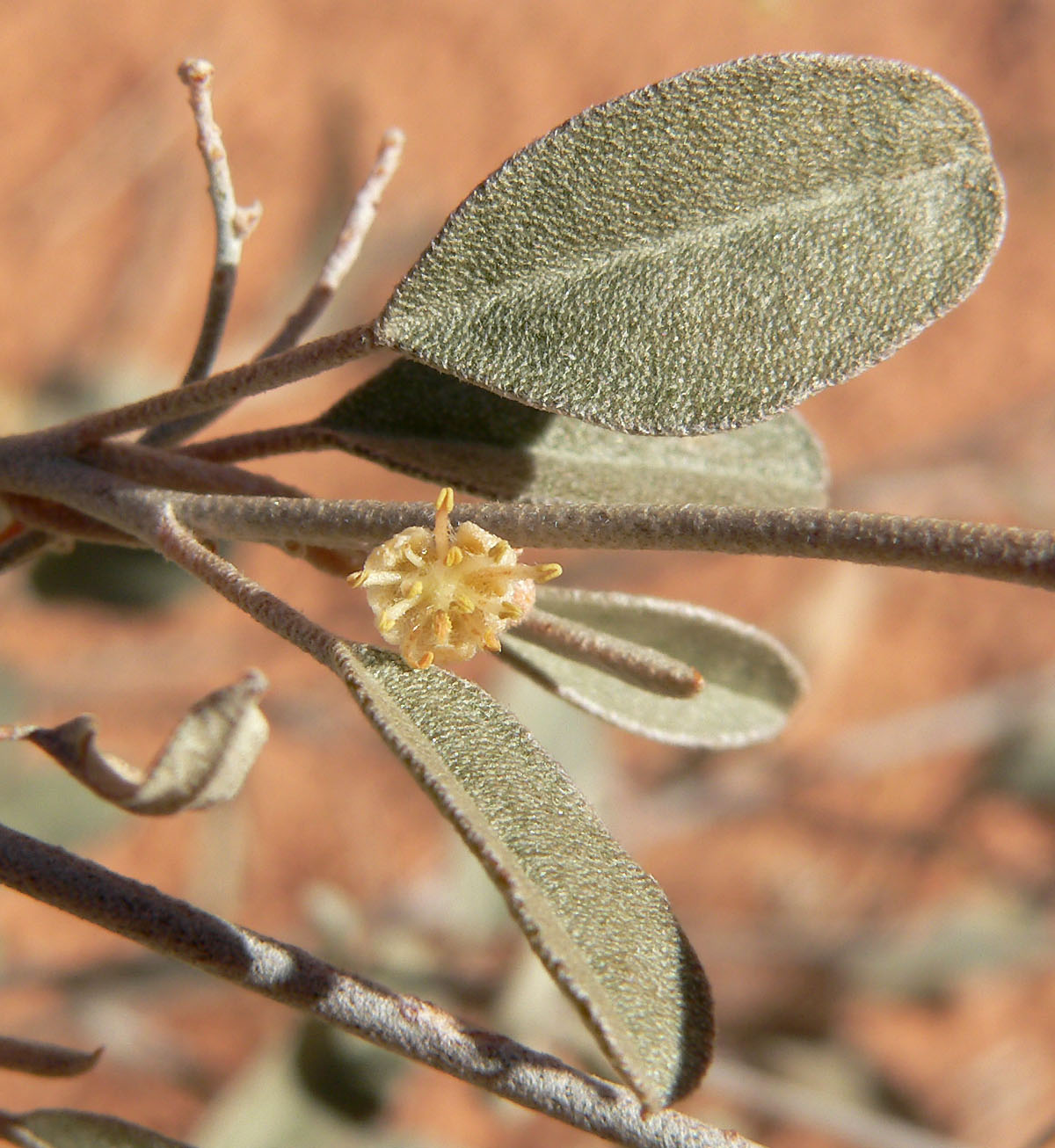
Croton californicus

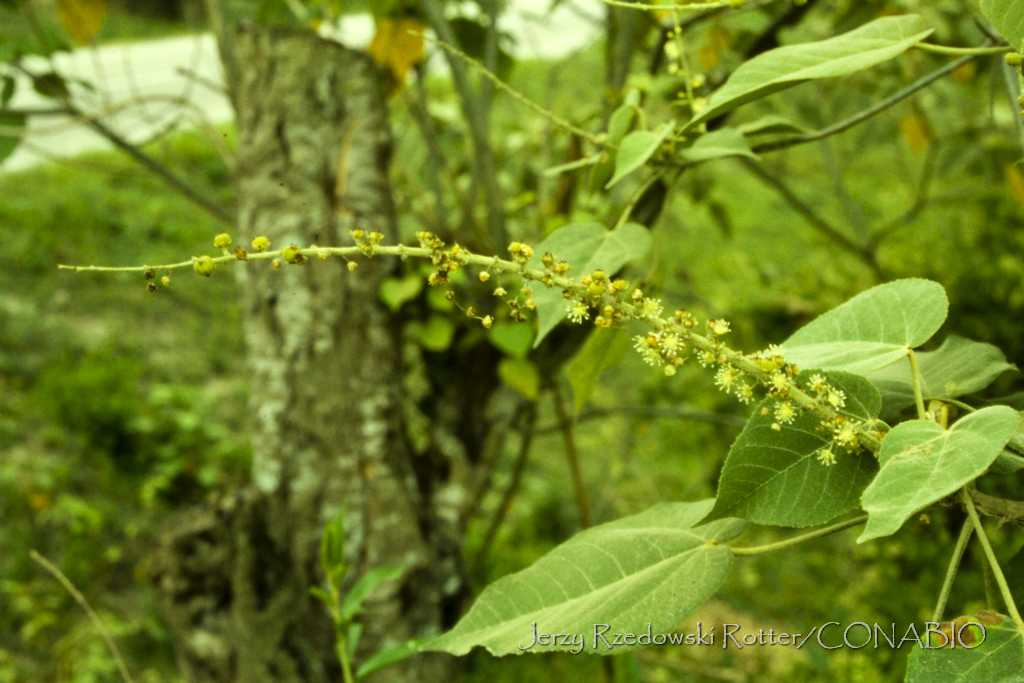
Croton draco

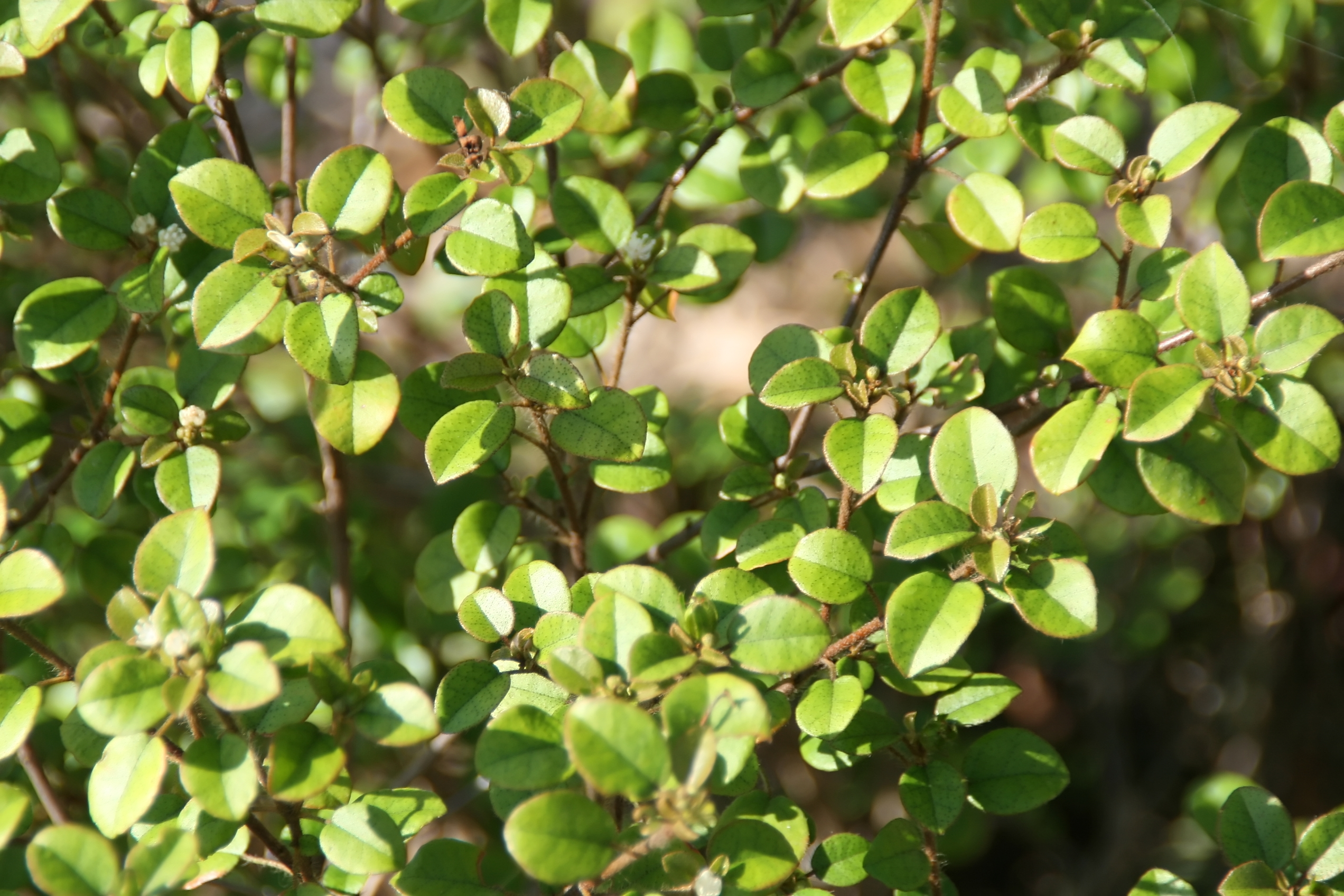
Croton fishlockii

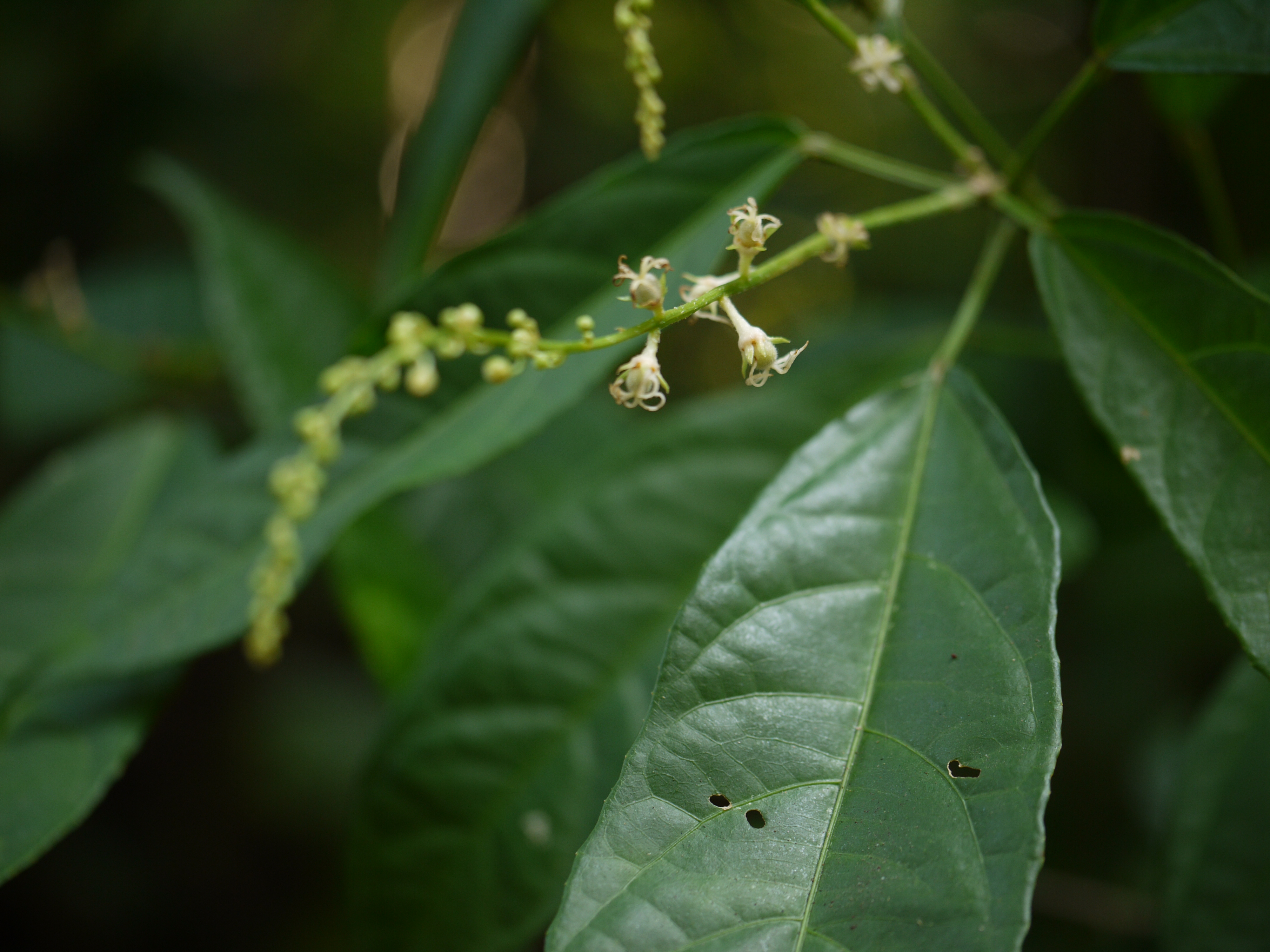
Croton gibsonianus

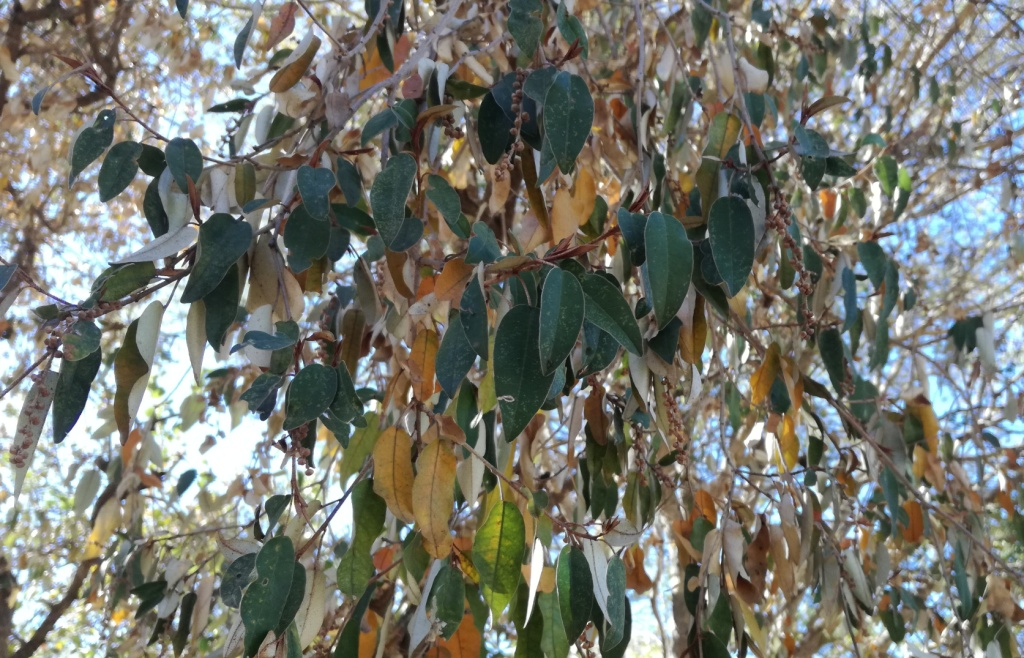
Croton gratissimus

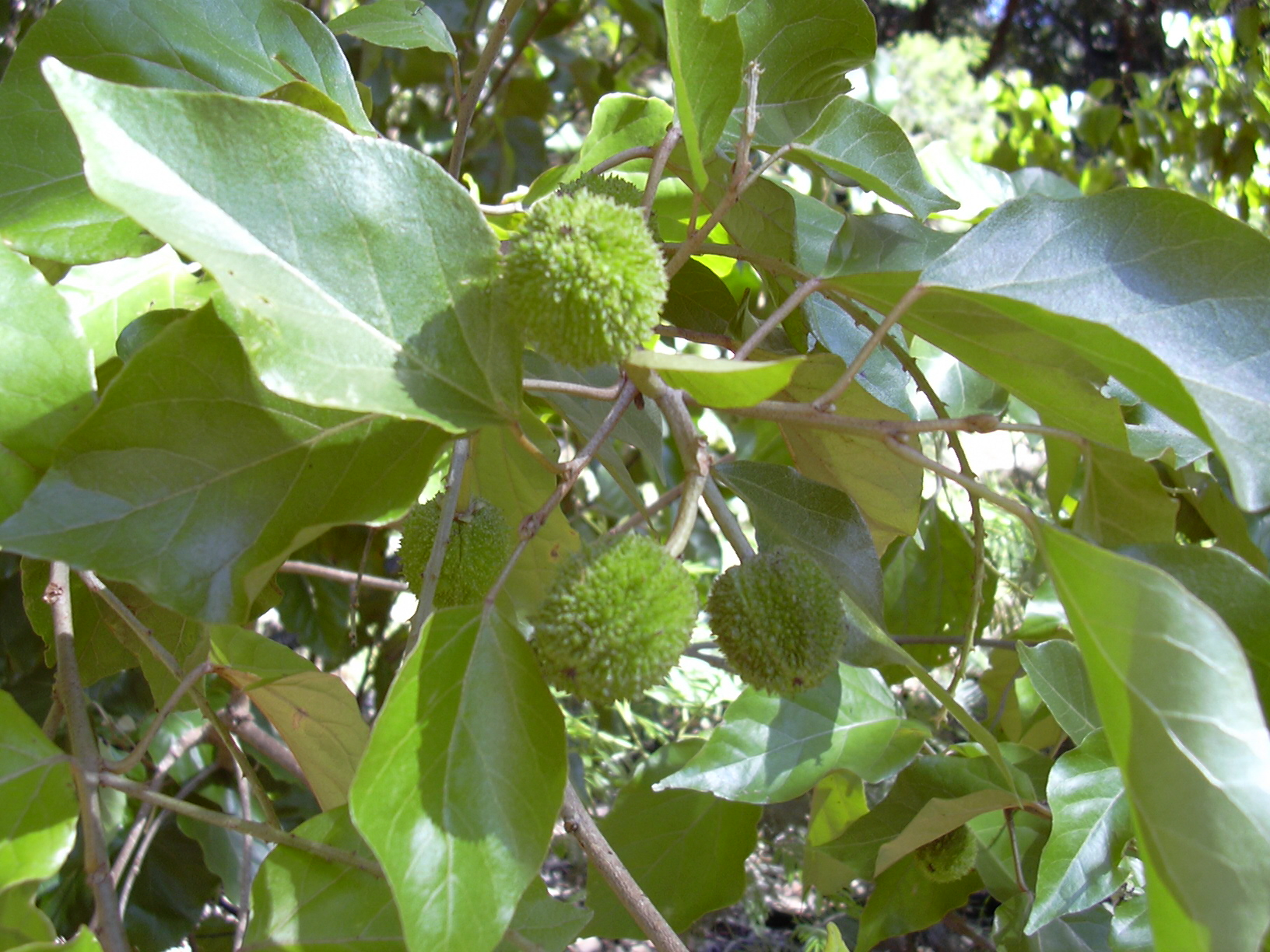
Croton guatemalensis

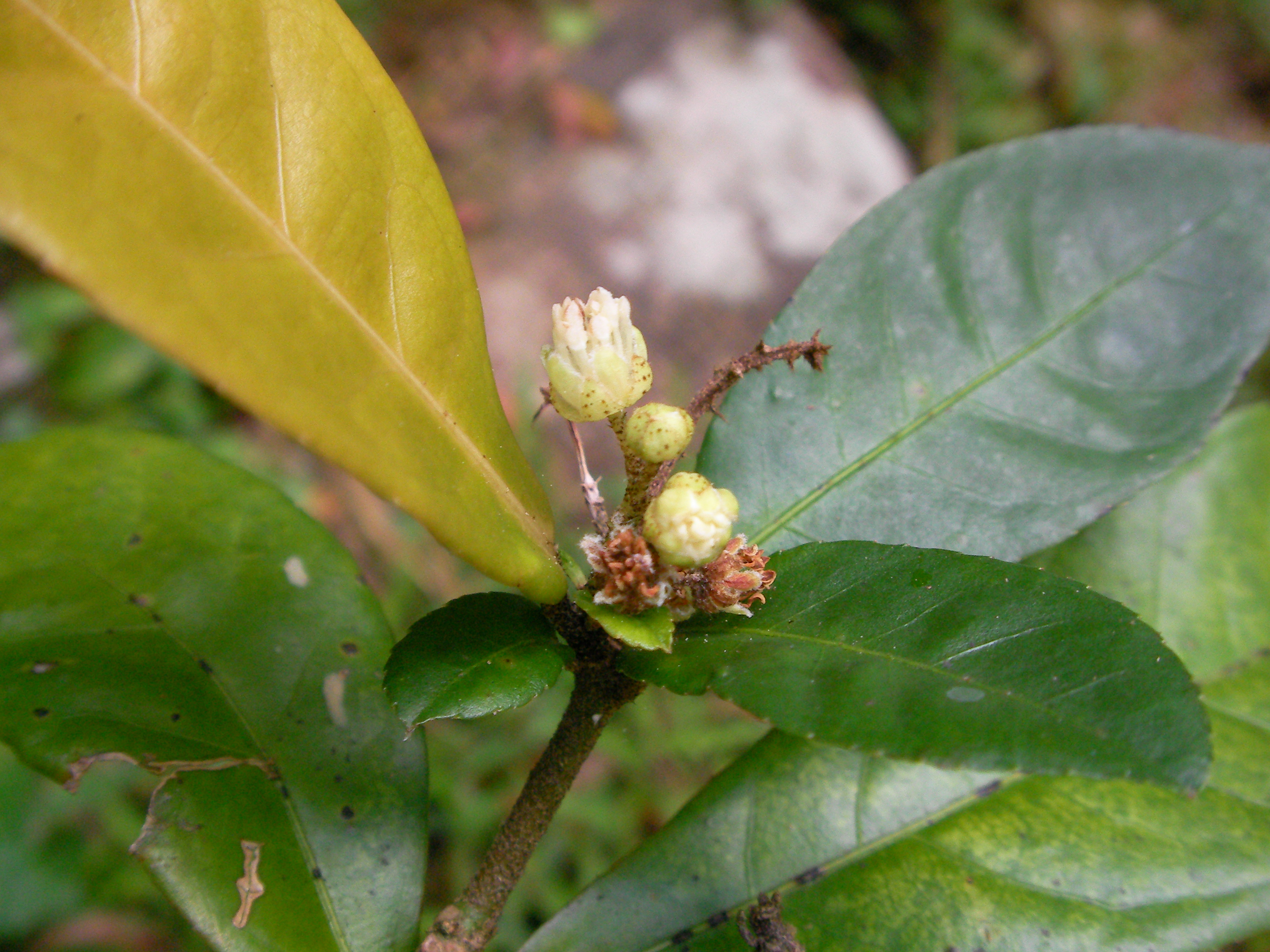
Croton hancei

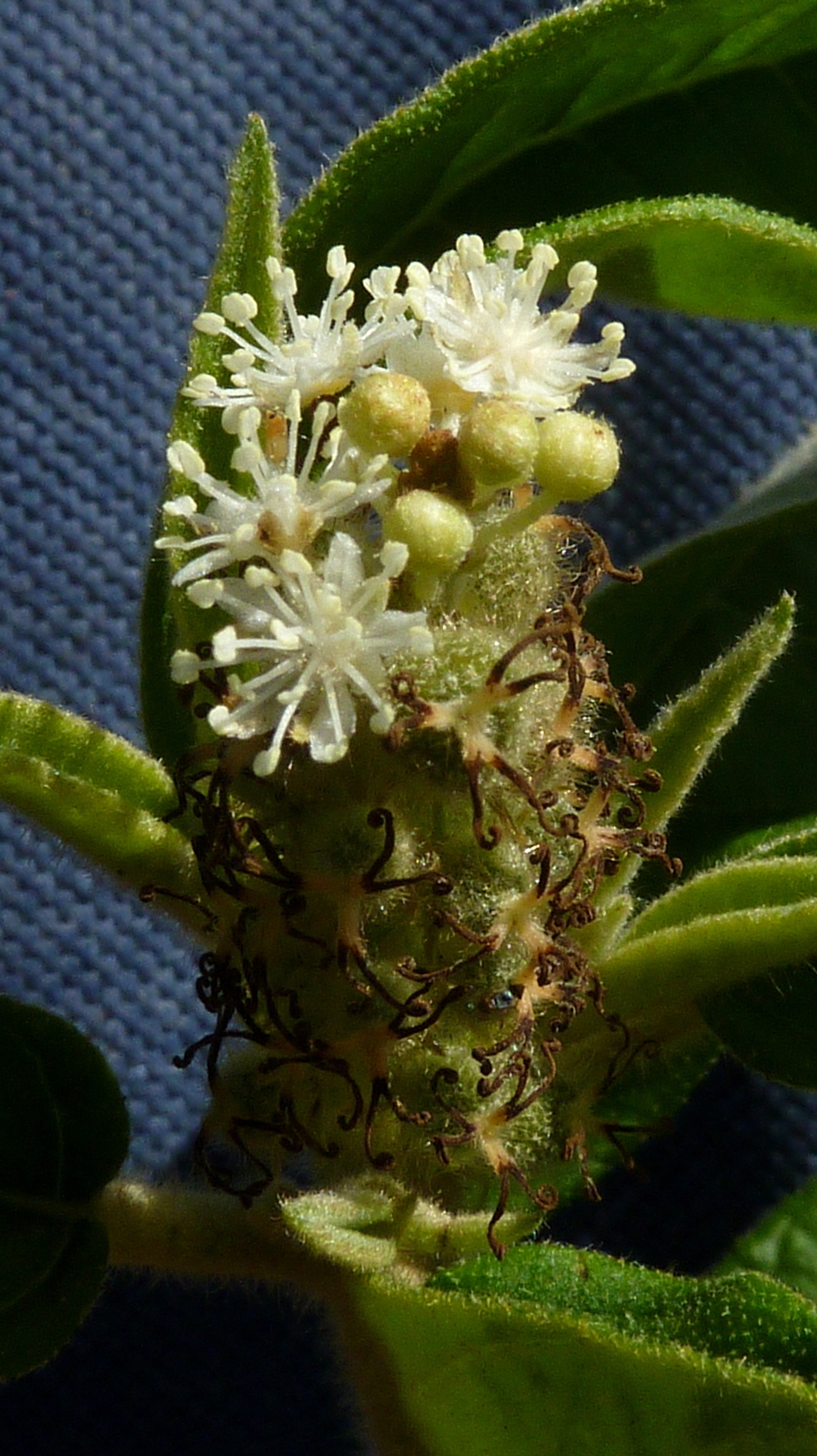
Croton heliotropiifolius

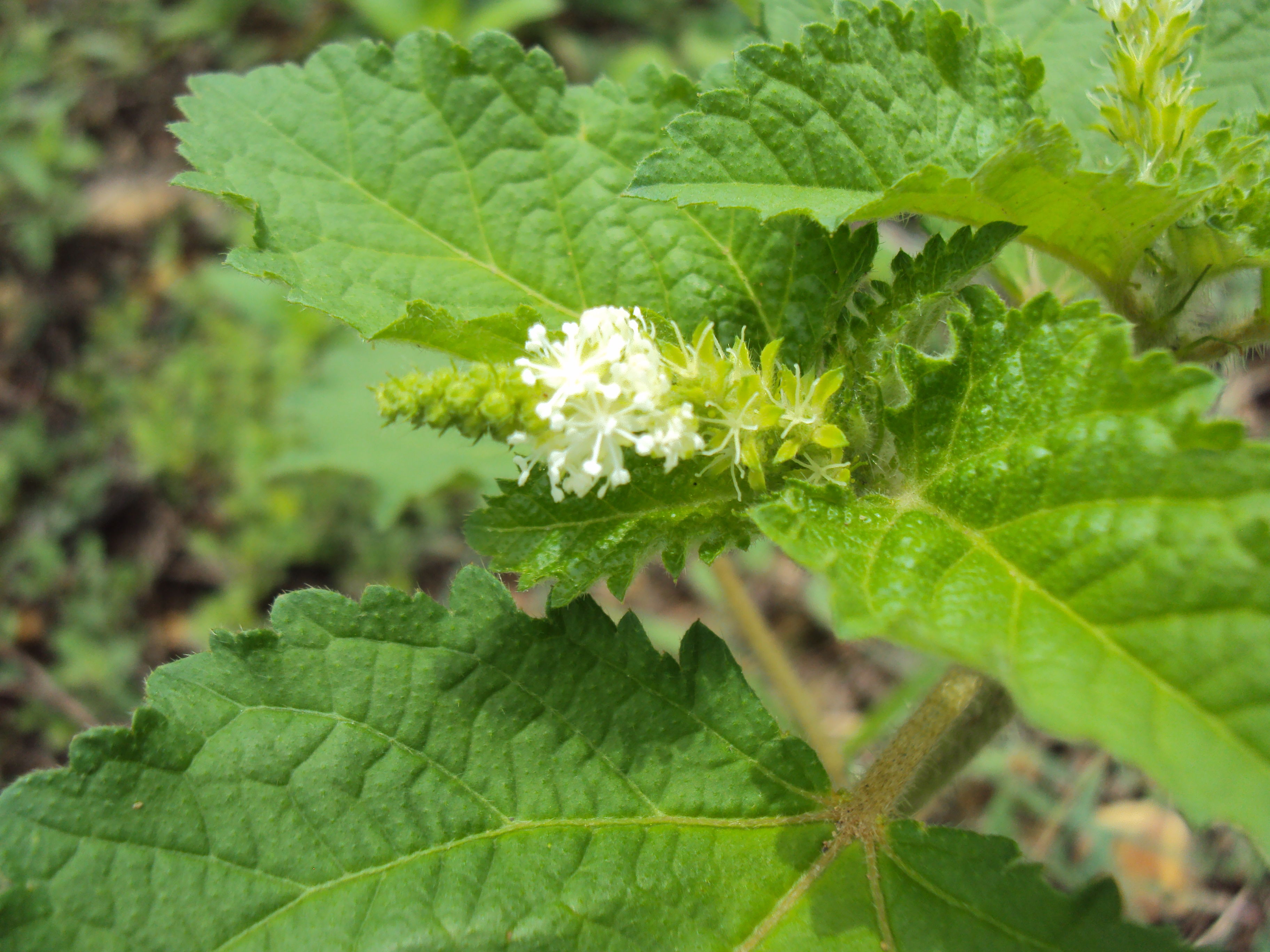
Croton hirtus

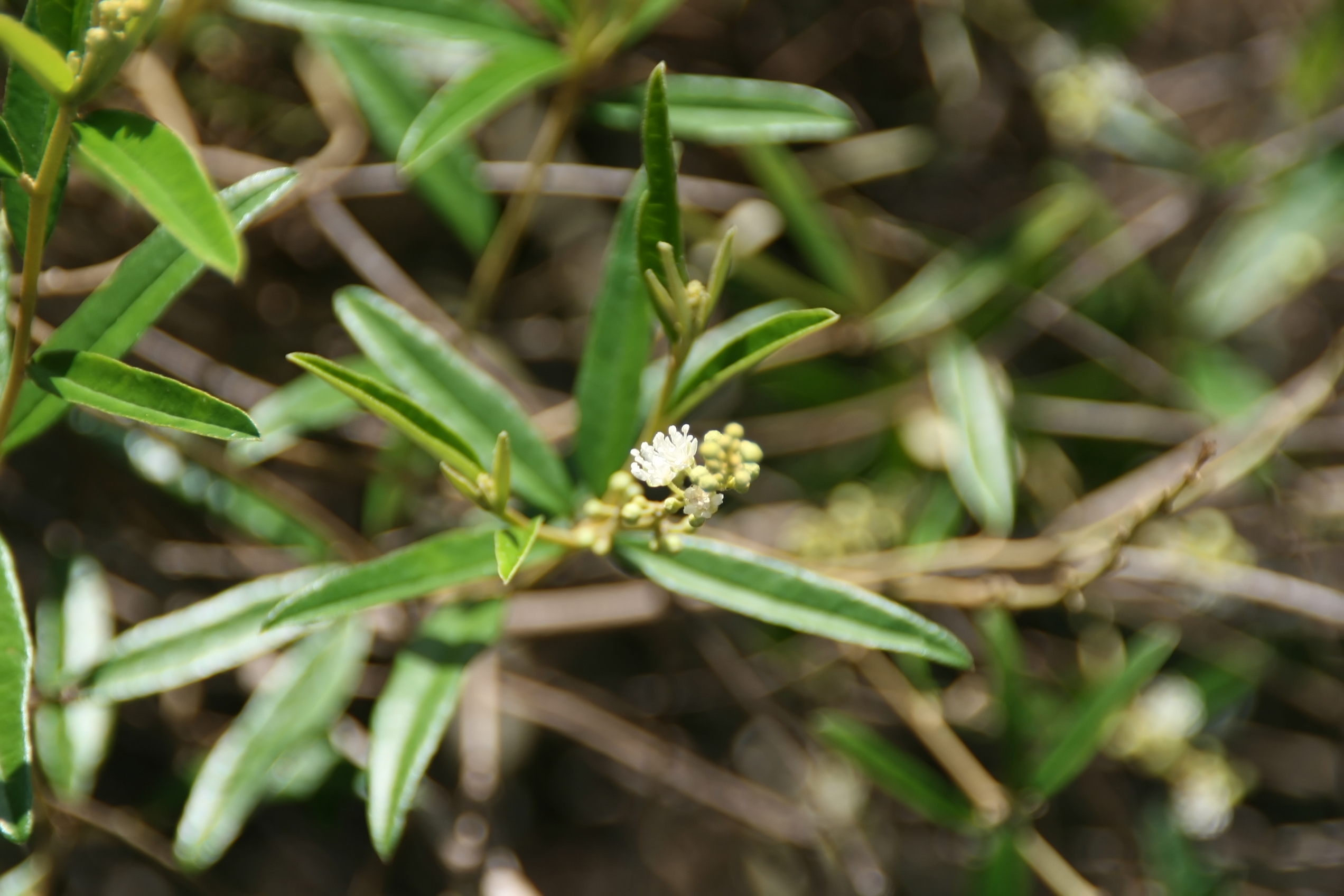
Croton linearis

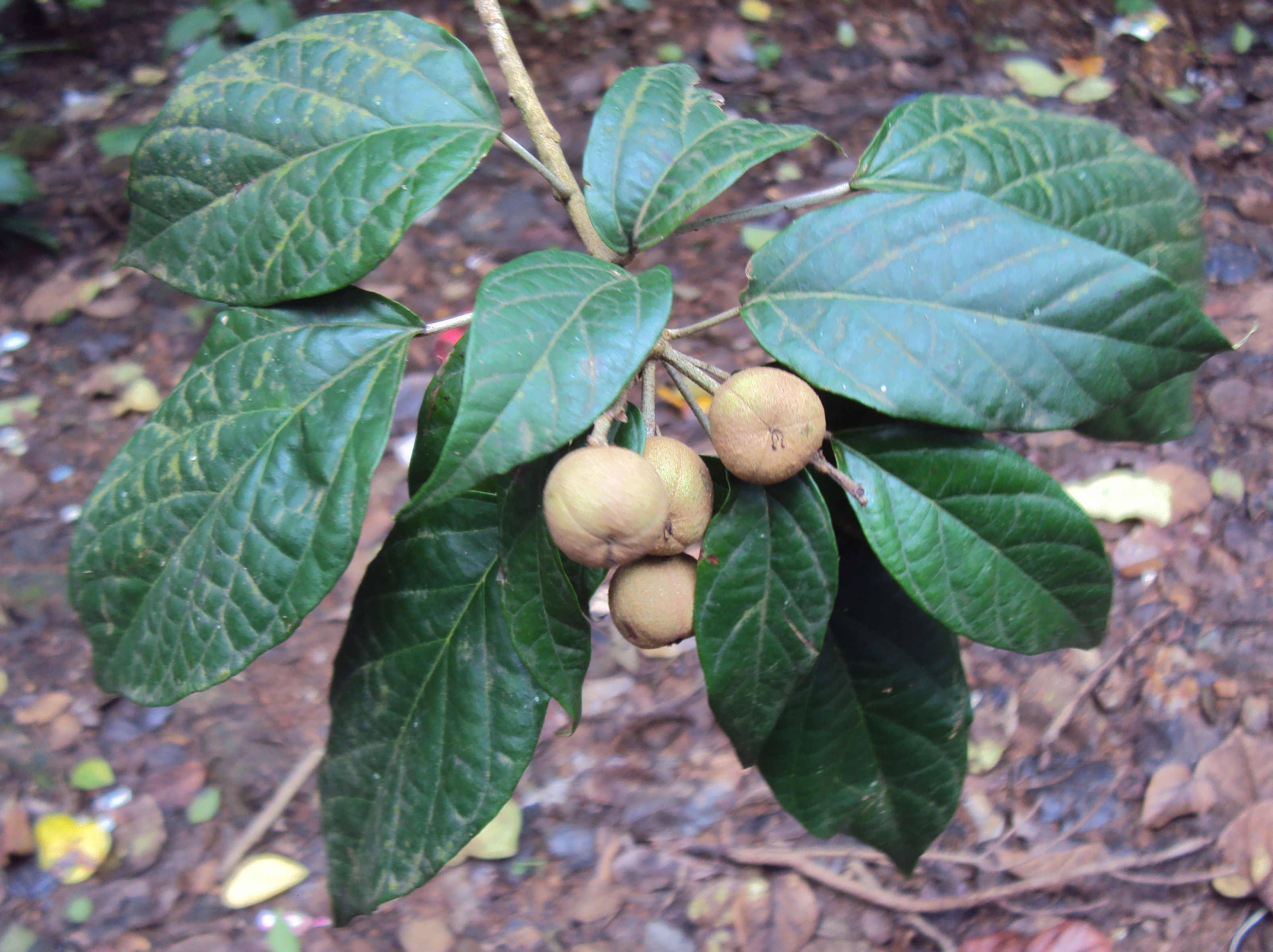
Croton malabaricus

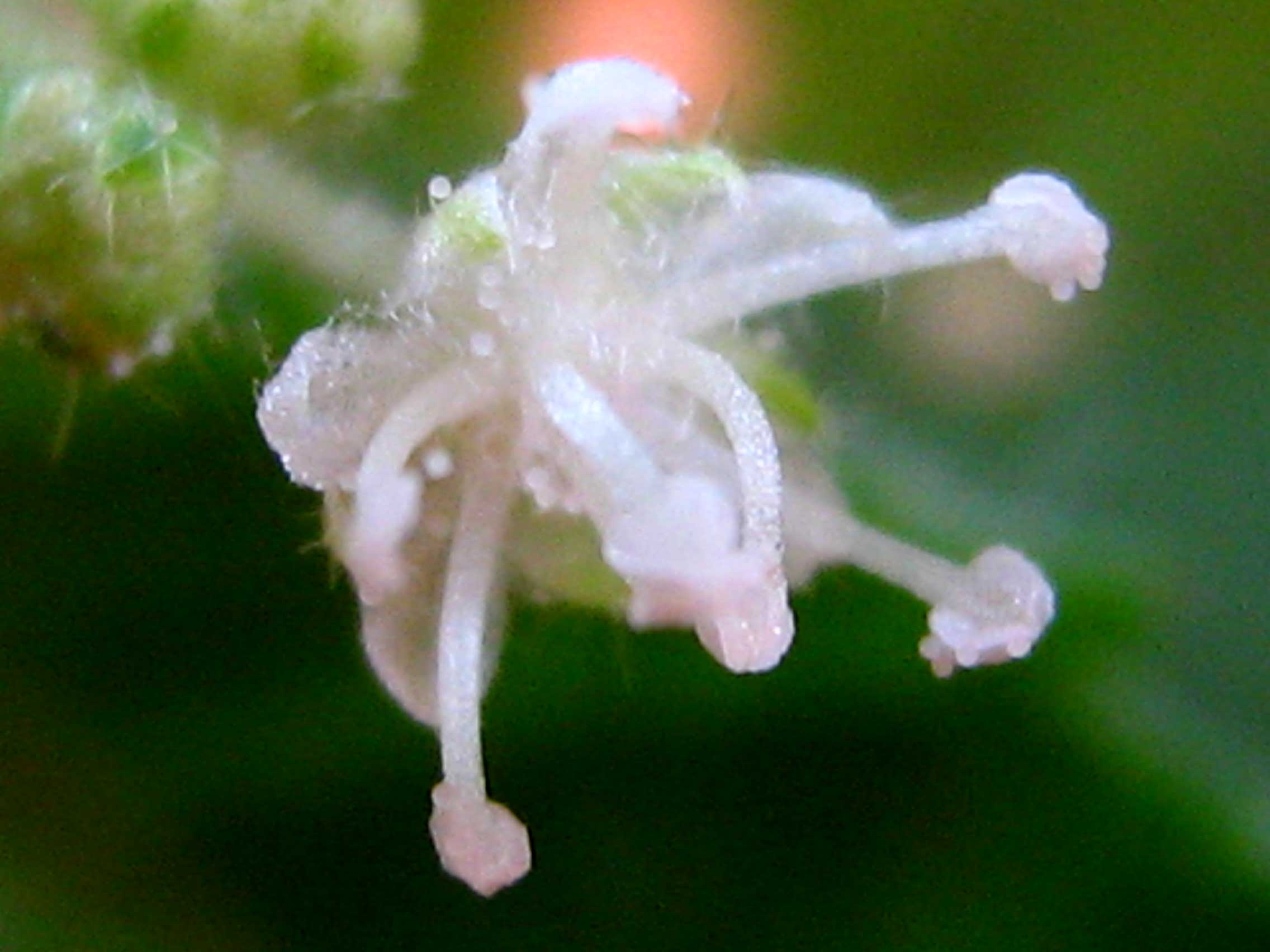
Croton lundianus

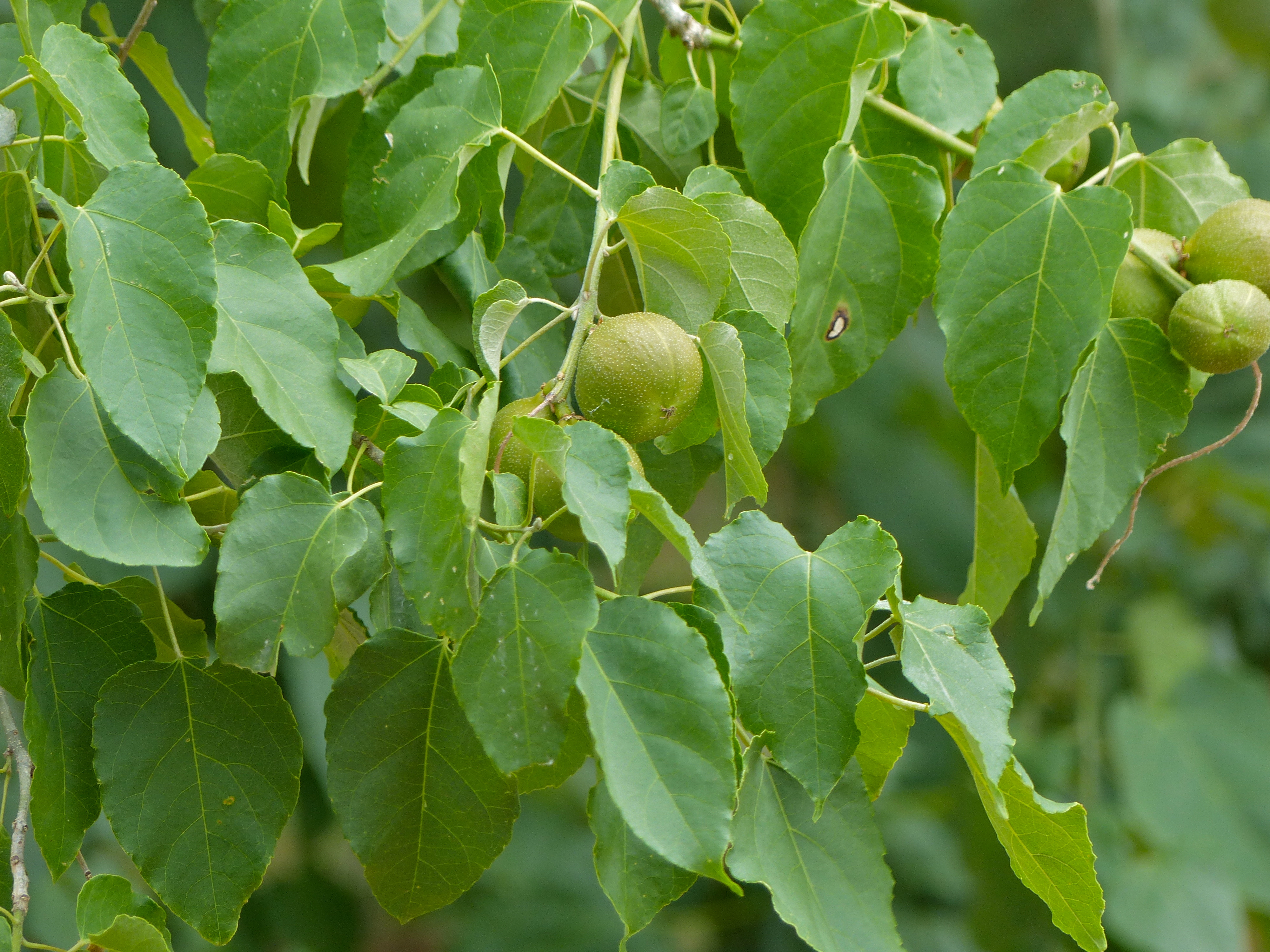
Croton megalobotrys

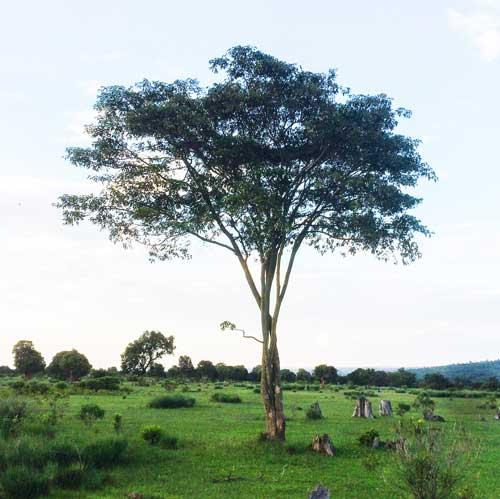
Croton megalocarpus

- Croton acapulcensis M.J.Martinez Gordillo & J.Jiménez Ram.
- Croton aceroides Radcl.-Sm.
- Croton ackermannianus (Müll.Arg.) G.L.Webster
- Croton acradenius Pax & K.Hoffm.
- Croton acronychioides F.Muell.
- Croton acuminatissimus (Pittier) G.L.Webster
- Croton acunae Borhidi
- Croton acutifolius Esser
- Croton adabolavensis Leandri
- Croton adamantinus Müll.Arg.
- Croton adenocalyx Baill.
- Croton adenodontus (Müll.Arg.) Müll.Arg.
- Croton adenophorus Baill.
- Croton adenophyllum Spreng.
- Croton adipatus Kunth
- Croton adspersus Benth.
- Croton aemulus Barbosa & Carn.-Torres
- Croton aequatoris Croizat
- Croton agoensis Baill.
- Croton agrarius Baill.
- Croton agrestis (Pax & K.Hoffm.) Radcl.-Sm. & Govaerts
- Croton agrophilus Müll.Arg.
- Croton alabamensis E.A.Sm. ex Chapm.
- Croton alagoensis Müll.Arg.
- Croton alainii B.W.van Ee & P.E.Berry
- Croton alamosanus Rose
- Croton albellus Müll.Arg.
- Croton alchorneicarpus Croizat
- Croton alchorneifolius Radcl.-Sm.
- Croton aleuritoides P.E.Berry
- Croton alienus Pax
- Croton allemii G.L.Webster
- Croton alloeophyllus Urb.
- Croton alnifolius Lam.
- Croton alnoideus Baill.
- Croton alpinus A.Chev. ex Gagnep.
- Croton alvaradonis M.E.Jones
- Croton amazonicus Müll.Arg.
- Croton ambanivoulensis Baill.
- Croton ambovombensis Radcl.-Sm. & Govaerts
- Croton ameliae Lundell
- Croton amentiformis Riina
- Croton amphileucus Briq.
- Croton amplifolius Airy Shaw
- Croton andinus Müll.Arg.
- Croton androiensis (Leandri) Leandri
- Croton angolensis Müll.Arg.
- Croton angustifrons Müll.Arg.
- Croton anisatus Baill.
- Croton anisodontus Müll.Arg.
- Croton ankarensis Leandri
- Croton ankeranae Kainul.
- Croton anomalus Pittier
- Croton anosiravensis Leandri
- Croton antae Airy Shaw
- Croton antanosiensis Leandri
- Croton antisyphiliticus Mart.
- Croton apicifolius Croizat
- Croton apostolon Radcl.-Sm. & Govaerts
- Croton appertii J.Léonard
- Croton araracuarae J.Murillo, P.E.Berry & M.V.Arbeláez
- Croton araripensis Croizat
- Croton arboreus Millsp.
- Croton arechavaletae Herter ex Arechav.
- Croton arenosus Carn.-Torres & Cordeiro
- Croton argentealbidus Radcl.-Sm. & Govaerts
- Croton argenteus L.
- Croton argentinus Müll.Arg.
- Croton argyranthemus Michx.
- Croton argyratus Blume
- Croton argyrodaphne Baill.
- Croton argyroglossus Baill.
- Croton argyrophyllus Kunth
- Croton aridus P.I.Forst.
- Croton aripoensis Philcox
- Croton arirambae Huber
- Croton aristophlebius Croizat
- Croton arlineae D.Medeiros, L.Senna & R.J.V.Alves
- Croton armstrongii S.Moore
- Croton arnhemicus Müll.Arg.
- Croton aromaticus L.
- Croton artibonitensis Urb.
- Croton ascendens Secco & N.A.Rosa
- Croton asperrimus Benth.
- Croton astianus Croizat
- Croton astroites Aiton
- Croton astrophorus Urb.
- Croton ater Croizat
- Croton atrorufus Müll.Arg.
- Croton atrostellatus V.W.Steinm.
- Croton aubrevilecta Leandri
- Croton aubrevillei J.Léonard
- Croton avulsus Croizat
- Croton axillaris Müll.Arg.
- Croton azuensis Urb.
- Croton babuyanensis Croizat
- Croton balsameus Müll.Arg.
- Croton balsensis V.W.Steinm. & Mart.Gord.
- Croton bangii Rusby
- Croton barahonensis Urb.
- Croton barbatus Kunth
- Croton barorum Leandri
- Croton basaltorum (Leandri) P.E.Berry
- Croton bastardii Leandri
- Croton batangasensis Croizat
- Croton bathianus Leandri
- Croton beckii Riina & Feio
- Croton beetlei Croizat
- Croton bemaranus Leandri
- Croton bemarivensis Leandri
- Croton berberifolius Croizat
- Croton bergassae Leandri
- Croton bernieri Baill.
- Croton betaceus Baill.
- Croton betiokensis Leandri
- Croton betulaster Müll.Arg.
- Croton betulinus Vahl
- Croton biaroensis Croizat
- Croton bidentatus Müll.Arg.
- Croton bifurcatus Baill.
- Croton bigbendensis B.L.Turner
- Croton billbergianus Müll.Arg.
- Croton bispinosus C.Wright
- Croton bisserratus Sessé & Moc.
- Croton blanchetianus Baill.
- Croton boavitanus Croizat
- Croton bocquillonii Baill.
- Croton boinensis Leandri
- Croton boissieri Müll.Arg.
- Croton boiteaui Leandri
- Croton boivinianus (Baill.) Baill.
- Croton bojerianus Baill.
- Croton bolivarensis Croizat
- Croton bonplandianus Baill.
- Croton borbensis Secco & P.E.Berry
- Croton borhidii O.Muñiz
- Croton borneensis J.J.Sm.
- Croton brachypus Airy Shaw
- Croton brachytrichus Urb.
- Croton bracteatus Lam.
- Croton brassii Croizat
- Croton bredemeyeri Müll.Arg.
- Croton breedlovei B.W.van Ee & P.E.Berry
- Croton bresolinii L.B.Sm. & Downs
- Croton brevipes Pax
- Croton brevispicatus Baill.
- Croton brieyi De Wild.
- Croton brittonianus Carabia
- Croton brittonii Acev.-Rodr.
- Croton bryophorus Croizat
- Croton buchii Urb.
- Croton burchellii Müll.Arg.
- Croton buxifolius (Baill.) Müll.Arg.
- Croton byrnesii Airy Shaw
- Croton caboensis Croizat
- Croton cajucara Benth.
- Croton caldensis Müll.Arg.
- Croton calderi Chakrab. & N.P.Balakr.
- Croton californicus Müll.Arg.
- Croton callicarpifolius Vahl
- Croton calocephalus Müll.Arg.
- Croton calonervosus G.L.Webster
- Croton calyciglandulosus Allem
- Croton calycinus Spreng.
- Croton calycireduplicatus Allem
- Croton campanulatus Caruzo & Cordeiro
- Croton campenonii Baill.
- Croton campestris A.St.-Hil. , A.Juss. & Cambess.
- Croton campinarensis Secco, A.Rosário & P.E.Berry
- Croton camposii Riina & Ore-Rengifo
- Croton capitatus Michx.
- Croton capitis-york Airy Shaw
- Croton caracasanus Pittier
- Croton carandaitensis Croizat
- Croton cardenasii Standl.
- Croton carinatus Müll.Arg.
- Croton carpostellatus B.L.León & Mart.Gord.
- Croton carrii Airy Shaw
- Croton cascarilloides Raeusch.
- Croton cassinoides Lam.
- Croton catamarcensis Ahumada
- Croton catariae Baill.
- Croton catatii Baill.
- Croton catharinensis L.B.Sm. & Downs
- Croton catinganus Müll.Arg.
- Croton caudatus Geiseler
- Croton ceanothifolius Baill.
- Croton cearensis Baill.
- Croton celtidifolius Baill.
- Croton cerinodentatus Müll.Arg.
- Croton cerinus Müll.Arg.
- Croton cerroazulensis P.E.Berry & Galdames
- Croton chaetophorus Müll.Arg.
- Croton chamanus Steyerm.
- Croton chamelensis E.J.Lott
- Croton chapelieri Baill.
- Croton charaguensis Standl.
- Croton chauvetiae Leandri
- Croton chiapensis Lundell
- Croton chilensis Müll.Arg.
- Croton chimboracensis P.E.Berry & Riina
- Croton chiribiquetensis Cordiel
- Croton chittagongensis Chakrab. & N.P.Balakr.
- Croton chlaenacicomes Leandri
- Croton chlorocalyx Müll.Arg.
- Croton chloroleucus Müll.Arg.
- Croton chocoanus Croizat
- Croton chodatii (Croizat) P.E.Berry
- Croton choristadenius K.Schum.
- Croton chrysocladus Müll.Arg.
- Croton chrysodaphne Baill.
- Croton chunianus Croizat
- Croton churumayensis Croizat
- Croton churutensis Riina & Cornejo
- Croton chypreae Leandri
- Croton ciliatoglandulifer Ortega
- Croton cinerascens Radcl.-Sm. & Govaerts
- Croton cinerellus Müll.Arg.
- Croton claessensii Vermoesen ex De Wild.
- Croton claussenianus Baill.
- Croton clavuliger Müll.Arg.
- Croton cliffordii Hutch. & E.A.Bruce
- Croton cnidophyllus Radcl.-Sm. & Govaerts
- Croton coccymelophyllus Radcl.-Sm. & Govaerts
- Croton colliguay Molina
- Croton colubrinoides Merr.
- Croton columnaris Airy Shaw
- Croton comatus Vell.
- Croton comayaguanus Standl. & L.O.Williams
- Croton comes Standl. & L.O.Williams
- Croton compressus Lam.
- Croton condorensis Riina & Cerón
- Croton conduplicatus Kunth
- Croton confertus Baker
- Croton confinis L.B.Sm. & Downs
- Croton congensis De Wild.
- Croton consanguineus Müll.Arg.
- Croton conspurcatus Schltdl.
- Croton constrictus Baill.
- Croton cooperianus (Croizat) Radcl.-Sm. & Govaerts
- Croton corallicola Borhidi
- Croton corchoropsis Baill.
- Croton cordatulus Airy Shaw
- Croton cordiifolius Baill.
- Croton cordobensis Ahumada
- Croton coriaceus Kunth
- Croton coriifolius Airy Shaw
- Croton corinthius Poveda & J.A.González
- Croton coronatus Urb.
- Croton cortesianus Kunth
- Croton corumbensis S.Moore
- Croton coryi Croizat
- Croton corylifolius Lam.
- Croton costatus Kunth
- Croton cotabatensis Croizat
- Croton cotoneaster Müll.Arg.
- Croton craspedotrichus Griseb.
- Croton crassifolius Geiseler
- Croton crispatus Thulin
- Croton cristalensis Urb.
- Croton crocodilorum Leandri
- Croton crossolepis P.E.Berry & Kainul.
- Croton crustulifer Croizat
- Croton cubiensis Gagnep.
- Croton cuchillae-nigrae Croizat
- Croton cucutensis Croizat
- Croton culiacanensis Croizat
- Croton cuneatus Klotzsch
- Croton cupreatus Croizat
- Croton cupreolepis P.E.Berry, B.W.van Ee & Kainul.
- Croton cupreus Elmer
- Croton cupulifer McVaugh
- Croton curiosus Croizat
- Croton curranii S.F.Blake
- Croton curuguatyensis Ahumada
- Croton curvipes Urb.
- Croton cuyabensis Pilg.
- Croton cycloideus Borhidi & O.Muñiz
- Croton damayeshu Y.T.Chang
- Croton danguyanus Leandri
- Croton debilis Müll.Arg.
- Croton decalobus Müll.Arg.
- Croton decalvatus Esser
- Croton decaryi Leandri
- Croton decipiens Baill.
- Croton delpyi Gagnep.
- Croton densivestitus C.T.White & W.D.Francis
- Croton deserticola Steyerm.
- Croton desertorum Müll.Arg.
- Croton diasii Pires ex Secco & P.E.Berry
- Croton dibindi Pellegr.
- Croton dichogamus Pax
- Croton dichromifolius P.I.Forst.
- Croton dichrous Müll.Arg.
- Croton dictyophlebodes Radcl.-Sm.
- Croton dinghuensis H.S.Kiu
- Croton dioicus Cav.
- Croton discolor Willd.
- Croton disjunctus V.W.Steinm.
- Croton dispar N.E.Br.
- Croton dissectistipulatus Secco
- Croton dissimilis Baill.
- Croton dockrillii Airy Shaw
- Croton doctoris S.Moore
- Croton dodecamerus Gagnep.
- Croton domatifer Riina & P.E.Berry
- Croton dongnaiensis Pierre ex Gagnep.
- Croton doratophylloides (Croizat) G.L.Webster
- Croton doratophyllus Baill.
- Croton draco Schltdl. & Cham.
- Croton draconoides Müll.Arg.
- Croton draconopsis Müll.Arg.
- Croton dracunculoides Baill.
- Croton droguetioides Kainul. & Radcl.-Sm.
- Croton dusenii Croizat
- Croton dybowskii Hutch.
- Croton eberhardtii Gagnep.
- Croton echinulatus (Griseb.) Croizat
- Croton echioideus Baill.
- Croton eggersii Pax
- Croton ehrenbergii Schltdl.
- Croton eichleri Müll.Arg.
- Croton ekmanii Urb.
- Croton elaeagni Baill.
- Croton elbertii Airy Shaw
- Croton elliotianus Baill.
- Croton elliottii Chapm.
- Croton ellipticus Geiseler
- Croton elskensii De Wild.
- Croton eluteria (L.) W.Wright
- Croton emeliae Baill.
- Croton emporiorum Croizat
- Croton enigmaticus P.E.Berry & B.W.van Ee
- Croton ensifolius Merr.
- Croton eremophilus Müll.Arg.
- Croton ericius Leandri
- Croton ericoides Baill.
- Croton eriocladoides Müll.Arg.
- Croton erythrochilus Müll.Arg.
- Croton erythrochyloides Croizat
- Croton erythrostachys Hook.f.
- Croton erythroxyloides Baill.
- Croton eskuchei Ahumada
- Croton essequiboensis Klotzsch
- Croton euryphyllus W.W.Sm.
- Croton excisus Urb.
- Croton exuberans Müll.Arg.
- Croton fantzianus F.Seym.
- Croton farinosus Lam.
- Croton faroensis Secco
- Croton fastuosus Baill.
- Croton fernandezii Riina & Caruzo
- Croton ferricretus Kainul., B.W.van Ee & P.E.Berry
- Croton ferruginellus Müll.Arg.
- Croton ferrugineus Kunth
- Croton fianarantsoae Leandri
- Croton fishlockii Britton
- Croton flavens L.
- Croton flaviglandulosus Lundell
- Croton flavispicatus Rusby
- Croton floccosus B.A.Sm.
- Croton floribundus Spreng.
- Croton fluviatilis Esser
- Croton fothergillifolius Baill.
- Croton fragilis Kunth
- Croton fragrans Kunth
- Croton fragrantulus Croizat
- Croton francoanus Müll.Arg.
- Croton fraseri Müll.Arg.
- Croton frieseanus Müll.Arg.
- Croton frionis Müll.Arg.
- Croton fruticulosus Torr.
- Croton fulvus Mart.
- Croton fuscus (Didr.) Müll.Arg.
- Croton gageanus P.T.Li
- Croton galeopsifolius Lanj.
- Croton gaumeri Millsp.
- Croton geayi Leandri
- Croton geraesensis (Baill.) G.L.Webster
- Croton gibsonianus Nimmo
- Croton gigantifolius P.E.Berry & Secco
- Croton gilgianus Herter ex Arechav.
- Croton glabellus L.
- Croton glabrescens Miq.
- Croton glandulosepalus Millsp.
- Croton glandulosobracteatu s Carn.-Torres & Cordeiro
- Croton glandulosodentatus Pax & K.Hoffm.
- Croton glandulosus L.
- Croton glaziovii Müll.Arg.
- Croton glechomifolius Müll.Arg.
- Croton glomeratus Aug.DC.
- Croton glutinosus Müll.Arg.
- Croton glyptospermus Müll.Arg.
- Croton gnaphalii Baill.
- Croton gnaphaloides Schrad.
- Croton gnidiaceus Baill.
- Croton gomezii G.L.Webster
- Croton gonaivensis Urb. & Ekman
- Croton gossweileri Hutch.
- Croton gossypiifolius Vahl
- Croton goudotii Baill.
- Croton goyazensis Müll.Arg.
- Croton gracilescens Müll.Arg.
- Croton gracilior Radcl.-Sm.
- Croton gracilipes Baill.
- Croton gracilirameus M.J.Silva, Sodré & P.E.Berry
- Croton grandivelum Baill.
- Croton grangerioides Bojer ex Baill.
- Croton graomogolensis Barbosa & Carn.-Torres
- Croton gratissimus Burch.
- Croton grazielae Secco
- Croton greveanus Baill.
- Croton grewiifolius Müll.Arg.
- Croton grewioides Baill.
- Croton griffithii Hook.f.
- Croton grisebachianus Müll.Arg.
- Croton griseus Airy Shaw
- Croton grossedentatus Pittier
- Croton guaiquinimae Steyerm.
- Croton guatemalensis Lotsy
- Croton guerelae Leandri
- Croton guerreroanus Mart.Gord. & Cruz Durán
- Croton guianensis Aubl.
- Croton guildingii Griseb.
- Croton guilleminianus Baill.
- Croton gynopetalus Croizat
- Croton habrophyllus Airy Shaw
- Croton hadriani Baill.
- Croton haitiensis P.T.Li
- Croton hancei Benth.
- Croton harleyi Carn.-Torres & Cordeiro
- Croton harmsianus Herter ex Arechav.
- Croton hasskarlianus Müll.Arg.
- Croton hasslerianus Chodat
- Croton haumanianus J.Léonard
- Croton hecatonandrus Müll.Arg.
- Croton heliaster S.F.Blake
- Croton helichrysum Baill.
- Croton heliotropiifolius Kunth
- Croton hemiargyreus Müll.Arg.
- Croton hentyi Airy Shaw
- Croton heptalon (Kuntze) B.W.van Ee & P.E.Berry
- Croton herzogianus (Pax & K.Hoffm.) Radcl.-Sm. & Govaerts
- Croton heteranthus Aug.DC.
- Croton heterocalyx Baill.
- Croton heterocarpus Müll.Arg.
- Croton heterochrous Müll.Arg.
- Croton heterodoxus Baill.
- Croton heteroneurus Müll.Arg.
- Croton heterotrichus Müll.Arg.
- Croton hibiscifolius Kunth ex Spreng.
- Croton hieronymi Griseb.
- Croton hilarii Baill.
- Croton hildebrandtii Baill.
- Croton hircinus Vent.
- Croton hirtus L'Hér.
- Croton hoffmannii Müll.Arg.
- Croton holguinensis Borhidi
- Croton holodiscus (Croizat) Radcl.-Sm. & Govaerts
- Croton holtonii Müll.Arg.
- Croton hondensis (H.Karst.) G.L.Webster
- Croton horminum Baill.
- Croton horridulus (Baill.) Müll.Arg.
- Croton hostmannii Miq.
- Croton hovarum Leandri
- Croton howii Merr. & Chun ex Y.T.Chang
- Croton huajuapanensis Mart.Gord. & Cruz Durán
- Croton huberi Steyerm.
- Croton huitotorum Croizat
- Croton humbertii Leandri
- Croton humblotii Baill.
- Croton humilis L.
- Croton hutchinsonianus Hosseus
- Croton hypochalibaeus Baill.
- Croton hypoleucus Schltdl.
- Croton icabarui Jabl.
- Croton icche Lundell
- Croton ichthygaster L.B.Sm. & Downs
- Croton ignifex Croizat
- Croton ihosianus Leandri
- Croton imbricatus L.R.Lima & Pirani
- Croton impressus Urb.
- Croton inaequilobus Steyerm.
- Croton incanus Kunth
- Croton incertus Müll.Arg.
- Croton incisus Baill.
- Croton indivisus Vell.
- Croton indrisilvae Kainul., B.W.van Ee & P.E.Berry
- Croton inhambanensis Radcl.-Sm.
- Croton inops Baill.
- Croton insularis Baill.
- Croton integrifolius Pax
- Croton integrilobus Croizat
- Croton intercedens Müll.Arg.
- Croton isabellei Baill.
- Croton isalensis (Leandri) Leandri
- Croton isomonensis Leandri
- Croton itacolumii Müll.Arg.
- Croton iteophyllus Radcl.-Sm. & Govaerts
- Croton ituzaingensis Ahumada
- Croton itzaeus Lundell
- Croton jacmelianus Urb.
- Croton jacobinensis Baill.
- Croton jamaicensis B.W.van Ee & P.E.Berry
- Croton jamesonii Müll.Arg.
- Croton janeirensis Radcl.-Sm. & Govaerts
- Croton jansii J.Léonard
- Croton jatrophifolius Müll.Arg.
- Croton jatrophoides Pax
- Croton jaucoensis Borhidi
- Croton javarisensis Secco
- Croton jennyanus Gris ex Baill.
- Croton jimenezii Standl. & Valerio
- Croton jorgei J.Murillo
- Croton josephina Müll.Arg.
- Croton joufra Roxb.
- Croton jucundus Brandegee
- Croton julopsidium Baill.
- Croton junceus Baill.
- Croton jutiapensis Croizat
- Croton kalkmannii Müll.Arg.
- Croton kaloae Croizat
- Croton kelantanicus Airy Shaw
- Croton kerrii Airy Shaw
- Croton killipianus Croizat
- Croton kilwae Radcl.-Sm.
- Croton kimosorum Leandri
- Croton klaenzei Müll.Arg.
- Croton kleinii L.B.Sm. & Downs
- Croton klotzschianus (Wight) Thwaites
- Croton kongensis Gagnep.
- Croton kongkandanus Esser
- Croton krabas Gagnep.
- Croton krukoffianus Croizat
- Croton kurzii Croizat
- Croton laccifer L.
- Croton laceratoglandulosus  Caruzo & Cordeiro
- Croton lachnocarpus Benth.
- Croton lachnocladus Mart. ex Müll.Arg.
- Croton lachnostachyus Baill.
- Croton laciniatistylus J.Léonard
- Croton laeticapsulus Croizat
- Croton laevigatus Vahl
- Croton lagoensis Müll.Arg.
- Croton lamdongensis Thin
- Croton lanatus Lam.
- Croton lanceilimbus Merr.
- Croton landoltii Ahumada
- Croton langsdorffii Müll.Arg.
- Croton langsonensis Thin
- Croton laniflorus Geiseler
- Croton laoticus Gagnep.
- Croton lapanus Müll.Arg.
- Croton laseguei Müll.Arg.
- Croton lasiopetaloides Croizat
- Croton lasiopyrus Baill.
- Croton latsonensis Gagnep.
- Croton laui Merr. & F.P.Metcalf
- Croton lauioides Radcl.-Sm. & Govaerts
- Croton laureltyanus Ahumada
- Croton laurifolius Spach ex Baill.
- Croton laurinus Sw.
- Croton lawianus Nimmo ex Dalzell & A.Gibson
- Croton lechleri Müll.Arg.
- Croton lehmannii Pax
- Croton leiophyllus Müll.Arg.
- Croton lenheirensis D.Medeiros, L.Senna & R.J.V.Alves
- Croton leonensis Hutch.
- Croton leonis (Croizat) B.W.van Ee & P.E.Berry
- Croton lepidus (S.Moore) Radcl.-Sm. & Govaerts
- Croton leptanthus Airy Shaw
- Croton leptophyllus Müll.Arg.
- Croton leptopus Müll.Arg.
- Croton leptostachyus Kunth
- Croton leuconeurus Pax
- Croton leucophlebius C.Wright ex Griseb.
- Croton leucophyllus Müll.Arg.
- Croton levatii Guillaumin
- Croton leytensis Croizat
- Croton lichenisilvae Leandri
- Croton liebmannii Müll.Arg.
- Croton limae A.P.S.Gomes, M.F.Sales & P.E.Berry
- Croton limnocharis Croizat
- Croton lindheimeri (Engelm. & A.Gray) Alph.Wood
- Croton lindheimerianus Scheele
- Croton lindmanii Urb.
- Croton lindquistii V.W.Steinm.
- Croton linearifolius Müll.Arg.
- Croton linearis Jacq.
- Croton lissophyllus Radcl.-Sm. & Govaerts ex Esser
- Croton lombardianus Croizat
- Croton longibracteatus Mart.Gord. & de Luna
- Croton longicarpus A.P.N.Pereira, Caruzo & Riina
- Croton longicolumellus B.W.van Ee & P.E.Berry
- Croton longifolius Müll.Arg.
- Croton longipedicellatus J.Léonard
- Croton longiracemosus Hutch.
- Croton longissimus Airy Shaw
- Croton loretensis Riina & Caruzo
- Croton lotorius Croizat
- Croton loucoubensis Baill.
- Croton loukandensis Pellegr.
- Croton lucens P.I.Forst.
- Croton luciae Croizat
- Croton lucidus L.
- Croton luetzelburgii Pax & K.Hoffm.
- Croton lundianus (Didr.) Müll.Arg.
- Croton luzoniensis Müll.Arg.
- Croton maasii Riina & P.E.Berry
- Croton macbridei Croizat
- Croton macradenis Görts & Punt
- Croton macrobothrys Baill.
- Croton macrobuxus Baill.
- Croton macrocarpus Ridl.
- Croton macrodontus Müll.Arg.
- Croton macrolepis Radcl.-Sm. & Govaerts
- Croton macrostachyus Hochst. ex Delile
- Croton macrostigma Chodat
- Croton maculatus Vahl
- Croton madandensis S.Moore
- Croton maestrensis (Alain) B.W.van Ee & P.E.Berry
- Croton maevaranensis Leandri
- Croton magdalenae Millsp.
- Croton magneticus Airy Shaw
- Croton magnifolius Sessé & Moc.
- Croton malabaricus Bedd.
- Croton malacotrichus Müll.Arg.
- Croton malambo H.Karst.
- Croton mallotophyllus Croizat
- Croton malvaviscifolius Millsp.
- Croton malvoides (Croizat) Radcl.-Sm. & Govaerts
- Croton mamillatus P.I.Forst.
- Croton manampetsae Leandri
- Croton mansfeldii Urb.
- Croton martinianus V.W.Steinmann
- Croton martinicensis Urb.
- Croton masonii I.M.Johnst.
- Croton matourensis Aubl.
- Croton matudae Lundell
- Croton mauritianus Lam.
- Croton mavoravina Leandri
- Croton mayanus B.L.León & H.F.M.Vester
- Croton mayottae P.E.Berry & Kainul.
- Croton mayumbensis J.Léonard
- Croton mazapensis Lundell
- Croton mcvaughii G.L.Webster
- Croton medians Müll.Arg.
- Croton medusae Müll.Arg.
- Croton meeboldianus Chakrab. & N.P.Balakr.
- Croton megaladenus Urb.
- Croton megalobotryoides De Wild.
- Croton megalobotrys Müll.Arg.
- Croton megalocalyx Müll.Arg.
- Croton megalocarpoides Friis & M.G.Gilbert
- Croton megalocarpus Hutch.
- Croton megalodendron Müll.Arg.
- Croton megistocarpus J.A.González & Poveda
- Croton meissneri Müll.Arg.
- Croton mekongensis Gagnep.
- Croton melanoleucus Müll.Arg.
- Croton membranaceus Müll.Arg.
- Croton menabeensis Leandri
- Croton menarandrae Leandri
- Croton menthodorus Benth.
- Croton menyharthii Pax
- Croton meridionalis Leandri
- Croton merrillianus Croizat
- Croton metallicus Müll.Arg.
- Croton mexicanus Müll.Arg.
- Croton miarensis Leandri
- Croton micans Sw.
- Croton michaelii V.W.Steinm.
- Croton michauxii G.L.Webster
- Croton micradenus Urb.
- Croton microcarpus Ham.
- Croton microgyne Croizat
- Croton microphyllinus Radcl.-Sm. & Govaerts
- Croton microtiglium Burkill
- Croton milanjensis Leandri
- Croton millspaughii Standl.
- Croton minimimarginiglandu losus Radcl.-Sm.
- Croton minimus P.I.Forst.
- Croton miradorensis Müll.Arg.
- Croton miraflorensis Borhidi
- Croton missionum Croizat
- Croton mocquerysii Aug.DC.
- Croton mollis Benth.
- Croton monanthogynus Michx.
- Croton mongue Baill.
- Croton monogynus Urb.
- Croton montevidensis Spreng.
- Croton montis-silam Airy Shaw
- Croton moonii Thwaites
- Croton morifolius Willd.
- Croton morobensis Croizat
- Croton morotaeus Airy Shaw
- Croton moustiquensis Urb.
- Croton mubango Müll.Arg.
- Croton mucronifolius Müll.Arg.
- Croton muellerianus L.R.Lima
- Croton multicaulis P.I.Forst.
- Croton multicostatus Müll.Arg.
- Croton multiramineus Ahumada
- Croton munizii Borhidi
- Croton muricatus Vahl
- Croton muriculatus Airy Shaw
- Croton muscicapa Müll.Arg.
- Croton mutabilis P.I.Forst.
- Croton mutisianus Kunth
- Croton myrianthus Müll.Arg.
- Croton myriaster Baker
- Croton myricifolius Griseb.
- Croton myriodontus Müll.Arg.
- Croton myrsinites Baill.
- Croton neblinae Jabl.
- Croton nepalensis T.Kuros.
- Croton nepetifolius Baill.
- Croton neuwiedii Müll.Arg.
- Croton nigricans (Mart. ex Schltdl.) Radcl.-Sm. & Govaerts
- Croton nigritanus Scott Elliot
- Croton nigroviridis Thwaites
- Croton nirguensis Riina & W.Meier
- Croton nitens Sw.
- Croton nitidulifolius Croizat
- Croton nitidulus Baker
- Croton nitrariifolius Baill.
- Croton niveus Jacq.
- Croton nivifer S.Moore
- Croton nobilis Baill.
- Croton noronhae Baill.
- Croton novae-astigis Croizat
- Croton novi-friburgi Müll.Arg.
- Croton nubigenus G.L.Webster
- Croton nudatus Baill.
- Croton nudulus Croizat
- Croton nummularius Baill.
- Croton nuntians Croizat
- Croton oblongus Burm.f.
- Croton odontadenius Müll.Arg.
- Croton oerstedianus Müll.Arg.
- Croton olanchanus Standl. & L.O.Williams
- Croton oleoides Müll.Arg.
- Croton oligandrus Pierre ex Hutch.
- Croton oliganthus Müll.Arg.
- Croton olivaceus Müll.Arg.
- Croton ophiticola Borhidi
- Croton orangeae Kainul. & P.E.Berry
- Croton orbicularis Thunb.
- Croton orbignyanus Müll.Arg.
- Croton organensis Baill.
- Croton orientensis Borhidi
- Croton origanifolius Lam.
- Croton orinocensis Müll.Arg.
- Croton ortegae Standl.
- Croton ortholobus Müll.Arg.
- Croton ovalifolius Vahl
- Croton pachecensis S.Moore
- Croton pachypodus G.L.Webster
- Croton pachyrachis Alain
- Croton pachysepalus Griseb.
- Croton pagiveteris Croizat
- Croton palanostigma Klotzsch
- Croton palawanensis Merr. ex Croizat
- Croton pallidus Müll.Arg.
- Croton palmatus Sessé & Moc.
- Croton palmeri S.Watson
- Croton paludosus Müll.Arg.
- Croton pampangensis Croizat
- Croton panduriformis Müll.Arg.
- Croton pannosus Thunb.
- Croton paraensis Müll.Arg.
- Croton paraguayensis Chodat
- Croton parksii Croizat
- Croton parodianus Croizat
- Croton parvifolius Müll.Arg.
- Croton pascualii E.J.Lott & Mart.Gord.
- Croton patrum L.B.Sm. & Downs
- Croton paucistamineus Müll.Arg.
- Croton pavonianus Radcl.-Sm. & Govaerts
- Croton pavonis Müll.Arg.
- Croton paxianus Herter ex Arechav.
- Croton payaquensis Standl.
- Croton pedersenii Ahumada
- Croton pedicellatus Kunth
- Croton pedunculatus Vell.
- Croton peekelii Lauterb.
- Croton pellitus Kunth
- Croton peltatus Thunb.
- Croton peltophorus Müll.Arg.
- Croton pendens Lundell
- Croton penduliflorus Hutch.
- Croton penninervis Scheele
- Croton peraeruginosus Croizat
- Croton peraffinis Müll.Arg.
- Croton perimetralensis Secco
- Croton perintricatus Croizat
- Croton perlongiflorus Croizat
- Croton persimilis Müll.Arg.
- Croton perspeciosus Croizat
- Croton perstipulatus G.L.Webster ex Caruzo & Secco
- Croton peruvianus Briq.
- Croton pervestitus C.Wright ex Griseb.
- Croton perviscosus Croizat
- Croton petraeus Müll.Arg.
- Croton phaenodon Airy Shaw
- Croton phebalioides F.Muell. ex Müll.Arg.
- Croton phourinii H.Toyama & Tagane
- Croton phuquocensis Croizat
- Croton phyllanthus (Chodat & Hassl.) G.L.Webster
- Croton piauhiensis Müll.Arg.
- Croton pilgeri Ule
- Croton pilophorus Airy Shaw
- Croton pilosus Spreng.
- Croton pilulifer Rusby
- Croton piptocalyx Müll.Arg.
- Croton plagiograptus Müll.Arg.
- Croton planaltoanus M.J.Silva & Sodré
- Croton platyphyllus Lundell
- Croton pleytei Airy Shaw
- Croton plurispicatus P.E.Berry, Kainul. & B.W.van Ee
- Croton poecilanthus Urb.
- Croton poggei Pax
- Croton poilanei Gagnep.
- Croton poitaei Urb.
- Croton polot Burm.f.
- Croton polyandrus Spreng.
- Croton polygonoides L.B.Sm. & Downs
- Croton polypleurus Croizat
- Croton polytomus Urb.
- Croton polytrichus Pax
- Croton pontis Croizat
- Croton poomae Esser
- Croton potabilis Croizat
- Croton potaroensis Lanj.
- Croton pottsii (Klotzsch) Müll.Arg.
- Croton pradensis D.Medeiros, L.Senna & R.J.V.Alves
- Croton priorianus Urb.
- Croton priscus Croizat
- Croton procumbens Jacq.
- Croton promunturii Leandri
- Croton prostratus Urb.
- Croton pseudoadipatus Croizat
- Croton pseudofragrans Croizat
- Croton pseudoglabellus Lundell
- Croton pseudoniloticus De Wild.
- Croton pseudoniveus Lundell
- Croton pseudopopulus Baill.
- Croton pseudopulchellus Pax
- Croton pulcher Müll.Arg.
- Croton pulegioides Müll.Arg.
- Croton pullei Lanj.
- Croton punctatus Jacq.
- Croton puncticulatus Müll.Arg.
- Croton pungens Jacq.
- Croton purdiei Müll.Arg.
- Croton purpurascens Y.T.Chang
- Croton pycnadenius Müll.Arg.
- Croton pycnanthus Benth.
- Croton pycnocephalus Baill.
- Croton pycnophyllus Salzm. ex Schltdl.
- Croton pygmaeus L.R.Lima
- Croton pynaertii De Wild.
- Croton pyrifolius Müll.Arg.
- Croton pyrosoma (Croizat) Radcl.-Sm. & Govaerts
- Croton quadrisetosus Lam.
- Croton quercetorum Croizat
- Croton quintasii Allem
- Croton quisumbingianus Croizat
- Croton radiatus P.E.Berry & Kainul.
- Croton radlkoferi Pax & K.Hoffm.
- Croton rakotoniainii Leandri
- Croton ramboi Allem
- Croton ramellae Ahumada
- Croton ramillatus Croizat
- Croton ramosissimus Sodré & M.J.Silva
- Croton rarus P.I.Forst.
- Croton rectipilis Croizat
- Croton redolens Pittier
- Croton reflexifolius Kunth
- Croton refractus Müll.Arg.
- Croton regeneratrix Leandri
- Croton rehderianus Croizat
- Croton reitzii L.B.Sm. & Downs
- Croton repens Schltdl.
- Croton revolutus (Alain) B.W.van Ee & P.E.Berry
- Croton rhamnifolioides Pax & K.Hoffm.
- Croton rheophyticus Airy Shaw
- Croton rhexiifolius Baill.
- Croton rhodostachyus Müll.Arg.
- Croton rhodotrichus Sodré & M.J.Silva
- Croton rimbachii Croizat
- Croton ripensis Kaneh. & Hatus.
- Croton rivinifolius Kunth
- Croton rivularis Müll.Arg.
- Croton roborensis Standl.
- Croton robustior (L.B.Sm. & Downs) Radcl.-Sm. & Govaerts
- Croton robustus Kurz
- Croton roraimensis Croizat
- Croton rosarianus Mart.Gord. & Cruz Durán
- Croton rosmarinoides Millsp.
- Croton rottlerifolius Baill.
- Croton rotundifolius Sessé & Moc.
- Croton roxanae Croizat
- Croton rubiginosus Croizat
- Croton rudolphianus Müll.Arg.
- Croton rufoargenteus Müll.Arg.
- Croton rufolepidotus Caruzo & Riina
- Croton ruizianus Müll.Arg.
- Croton rupestris (Chodat & Hassl.) G.L.Webster
- Croton rusbyi Britton ex Rusby
- Croton russulus Croizat
- Croton rutilus (Chodat & Hassl.) G.L.Webster
- Croton sacaquinha Croizat
- Croton sagranus Müll.Arg.
- Croton sahafariensis Kainul. & P.E.Berry
- Croton saipanensis Hosok.
- Croton sakamaliensis Leandri
- Croton saltensis Griseb.
- Croton salutaris Casar.
- Croton salviformis Baill.
- Croton salzmannii (Baill.) G.L.Webster
- Croton samarensis Airy Shaw
- Croton sampatik Müll.Arg.
- Croton sanctae-crucis S.Moore
- Croton sancti-lazari Croizat
- Croton santamartensis Riina & P.E.Berry
- Croton santaritensis Huft
- Croton santisukii Airy Shaw
- Croton santolinus Baill.
- Croton sapiiflorus Croizat
- Croton sapiifolius Müll.Arg.
- Croton sarcocarpus Balf.f.
- Croton sarcopetaloides S.Moore
- Croton scaber Willd.
- Croton scabiosus Bedd.
- Croton scheffleri Pax
- Croton schiedeanus Schltdl.
- Croton schimperianus Müll.Arg.
- Croton schultesii Müll.Arg.
- Croton schultzii Benth.
- Croton sclerocalyx (Didr.) Müll.Arg.
- Croton scopuligenus Croizat
- Croton scoriarum Leandri
- Croton scouleri Hook.f.
- Croton scutatus P.E.Berry
- Croton sellowii Baill.
- Croton seminudus Müll.Arg.
- Croton semivestitus Müll.Arg.
- Croton senescens Croizat
- Croton sepalinus Airy Shaw
- Croton seretii Vermoesen ex De Wild.
- Croton serpyllifolius Baill.
- Croton serratifolius Baill.
- Croton serratus Müll.Arg.
- Croton setiger Hook.
- Croton sexmetralis Croizat
- Croton shreveanus Croizat
- Croton sibundoyensis Croizat
- Croton siderophyllus Baill.
- Croton sidifolius Lam.
- Croton siltepecensis Lundell
- Croton silvanus Croizat
- Croton simulans P.I.Forst.
- Croton sincorensis Mart. ex Müll.Arg.
- Croton singularis Airy Shaw
- Croton sipaliwinensis Lanj.
- Croton smithianus Croizat
- Croton socotranus Balf.f.
- Croton solanaceus (Müll.Arg.) G.L.Webster
- Croton soliman Schltdl. & Cham.
- Croton somalensis Pax
- Croton sonderianus Müll.Arg.
- Croton sonorae Torr.
- Croton soratensis Müll.Arg.
- Croton sousae Mart.Gord. & Cruz Durán
- Croton speciosus Müll.Arg.
- Croton sphaerogynus Baill.
- Croton spica Baill.
- Croton spiciflorus Thunb.
- Croton spiralis Müll.Arg.
- Croton spissirameus Radcl.-Sm. & Govaerts
- Croton splendidus Mart.
- Croton spruceanus Benth.
- Croton spurcus Croizat
- Croton stahelianus Lanj.
- Croton staminosus Müll.Arg.
- Croton standleyanus Croizat
- Croton stanneus Baill.
- Croton steenkampianus Gerstner
- Croton stellatoferrugineus  Caruzo & Cordeiro
- Croton stellatopilosus H.Ohba
- Croton stellulifer Hutch.
- Croton stenopetalus G.L.Webster
- Croton stenophyllus Griseb.
- Croton stenosepalus Müll.Arg.
- Croton stenotrichus Müll.Arg.
- Croton stigmatosus F.Muell.
- Croton stipulaceus Kunth
- Croton stipularis (Müll.Arg.) G.L.Webster
- Croton stipulatus Vell.
- Croton stockeri (Airy Shaw) Airy Shaw
- Croton stoechadis Baill.
- Croton stylosus Müll.Arg.
- Croton suaveolens Torr.
- Croton suavis Kunth
- Croton subacutus (Baill.) Müll.Arg.
- Croton subasperrimum Secco, P.E.Berry & Rosário
- Croton subcinerellus Croizat
- Croton subcompressus Müll.Arg.
- Croton subdecumbens Borhidi & O.Muñiz
- Croton subdioecus K.Schum.
- Croton suberosus Kunth
- Croton subferrugineus Müll.Arg.
- Croton subfragilis Müll.Arg.
- Croton subglaber K.Schum.
- Croton subincanus Müll.Arg.
- Croton subjucundus Croizat
- Croton sublepidotus Müll.Arg.
- Croton sublyratus Kurz
- Croton submetallicus Baill.
- Croton subpannosus Müll.Arg. ex Griseb.
- Croton subsuavis Croizat
- Croton subvillosus Müll.Arg.
- Croton sucrensis Steyerm.
- Croton sulcifructus Balf.f.
- Croton sumatranus Miq.
- Croton sutup Lundell
- Croton suyapensis Ant.Molina
- Croton sylvaticus Hochst.
- Croton tabascensis Lundell
- Croton tacanensis Lundell
- Croton talaeporos Radcl.-Sm.
- Croton tanalorum Leandri
- Croton tarapotensis Müll.Arg.
- Croton tardeflorens Leandri
- Croton tartonraira Müll.Arg.
- Croton tartonrairoides Pax & K.Hoffm.
- Croton tchibangensis Pellegr.
- Croton tejucensis Müll.Arg.
- Croton tenellus Müll.Arg.
- Croton tenuicaudatus Lundell
- Croton tenuicaulis B.W.van Ee & P.E.Berry
- Croton tenuifolius Pax & K.Hoffm.
- Croton tenuilobus S.Watson
- Croton terminalis Vell.
- Croton tessmannii Mansf.
- Croton tetradenius Baill.
- Croton texensis (Klotzsch) Müll.Arg.
- Croton thellungianus (Herter ex Arechav.) Radcl.-Sm. & Govaerts
- Croton thoii Thin
- Croton thomasii Riina & P.E.Berry
- Croton thorelii Gagnep.
- Croton thouarsianus Baill.
- Croton thurifer Kunth
- Croton thymelinus Baill.
- Croton tiglium L. – krocień przeczyszczający
- Croton tiliifolius Lam.
- Croton timandroides (Didr.) Müll.Arg.
- Croton timotensis Pittier
- Croton tocantinsensis Radcl.-Sm. & Govaerts
- Croton toliarensis B.W.van Ee & Kainul.
- Croton tomentellus F.Muell.
- Croton tonantinensis Jabl.
- Croton tonduzii Pax
- Croton touranensis Gagnep.
- Croton tremulifolius Croizat
- Croton triacros F.Muell.
- Croton triangularis Müll.Arg.
- Croton trichophilus (Pax & K.Hoffm.) Radcl.-Sm. & Govaerts
- Croton trichotomus Geiseler
- Croton tricolor Klotzsch ex Baill.
- Croton tridentatus Mart. ex Müll.Arg.
- Croton triglandulatus Vell.
- Croton trigonocarpus Griseb.
- Croton trilobatus Forssk.
- Croton trinitatis Millsp.
- Croton triqueter Lam.
- Croton trombetensis Secco, P.E.Berry & N.A.Rosa
- Croton troncosoi Ahumada
- Croton tsiampiensis Leandri
- Croton tuerckheimii Donn.Sm.
- Croton tumbesinus Riina
- Croton turnerifolius S.Moore
- Croton turumiquirensis Steyerm.
- Croton tyndaridum Croizat
- Croton uliginosus Sodré & M.J.Silva
- Croton umbratilis Kunth
- Croton uribei Croizat
- Croton urticifolius Lam.
- Croton urucurana Baill.
- Croton uruguayensis Baill.
- Croton ustulatus Radcl.-Sm.
- Croton vaccinioides A.Rich.
- Croton vaillantii Geiseler
- Croton varelae V.W.Steinm.
- Croton vatomandrensis Leandri
- Croton vaughanii Croizat
- Croton vauthierianus Baill.
- Croton velame Müll.Arg.
- Croton vellozianus Müll.Arg.
- Croton velutinus Baill.
- Croton venturii Croizat
- Croton vepretorum Müll.Arg.
- Croton verapazensis Donn.Sm.
- Croton verbascoides G.L.Webster
- Croton verbenifolius Müll.Arg.
- Croton vergarenae (Jabl.) Gillespie
- Croton vermoesenii De Wild.
- Croton verreauxii Baill.
- Croton verrucosus Radcl.-Sm. & Govaerts
- Croton versicolor Müll.Arg.
- Croton verticillatus Sessé & Moc.
- Croton vestitus Spreng.
- Croton vidalii Airy Shaw
- Croton vietnamensis Radcl.-Sm. & Govaerts
- Croton villosissimus (Chodat & Hassl.) Radcl.-Sm. & Govaerts
- Croton viminalis Griseb.
- Croton virgultosus Müll.Arg.
- Croton viridulus (Croizat) Radcl.-Sm. & Govaerts
- Croton virletianus Müll.Arg.
- Croton viroleoides P.E.Berry & Secco
- Croton vogelianus Airy Shaw
- Croton vulnerarius Baill.
- Croton vulpinus Sessé & Moc.
- Croton wagneri Müll.Arg.
- Croton wallichii Müll.Arg.
- Croton waltherioides Urb.
- Croton wassi-kussae Croizat
- Croton waterhouseae P.I.Forst.
- Croton watsonii Standl.
- Croton websteri M.J.Martinez Gordillo & J.Jiménez Ram.
- Croton wellensii De Wild.
- Croton widgrenianus Müll.Arg.
- Croton wigginsii L.C.Wheeler
- Croton wissmannii O.Schwartz
- Croton womersleyi Airy Shaw
- Croton xalapensis Kunth
- Croton xanthochylus Croizat
- Croton yanhuii Y.T.Chang
- Croton yavitensis Croizat
- Croton yecorensis V.W.Steinmann & Felger
- Croton yerbalium Chodat & Hassl.
- Croton ynesae Croizat
- Croton ypanemensis Müll.Arg.
- Croton ysabelae Croizat
- Croton yucatanensis Lundell
- Croton yungensis Croizat
- Croton yunnanensis W.W.Sm.
- Croton zambalensis Merr.
- Croton zavaletae Conz. ex Rzed. & al.
- Croton zeylanicus Müll.Arg.